# Seznam diplomatických misí Vietnamu

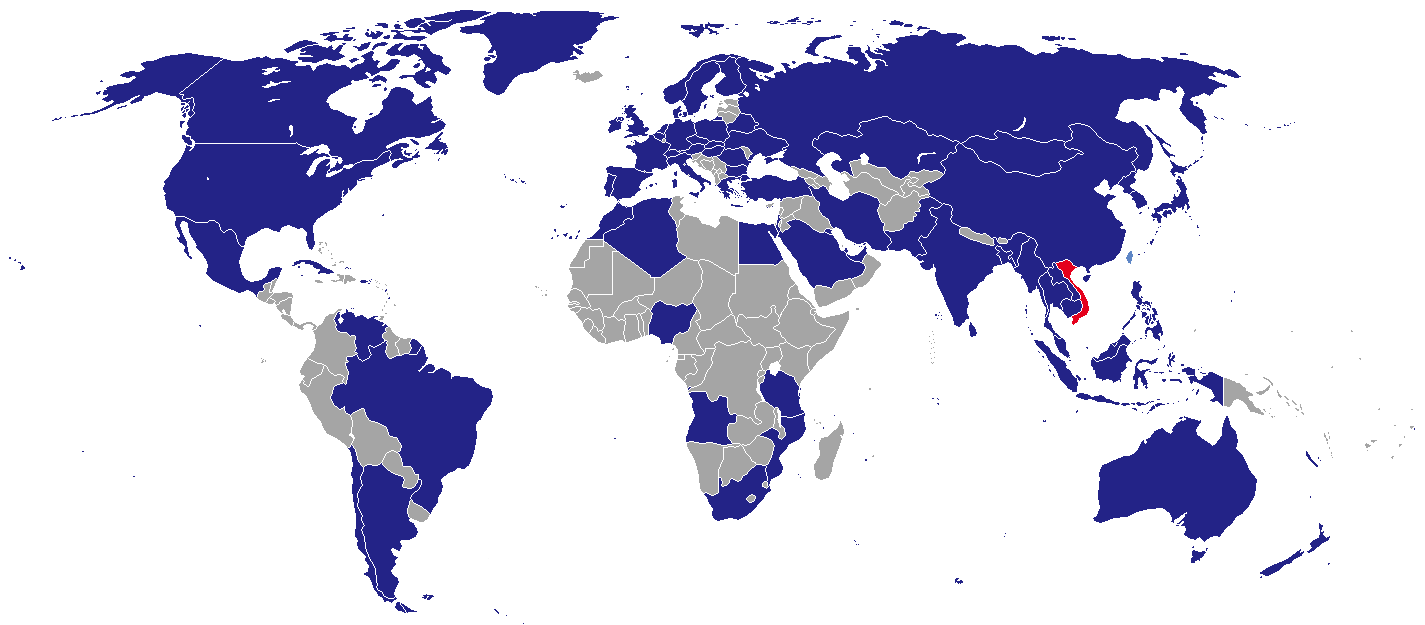
Vietnamské diplomatické mise

Toto je seznam diplomatických misí Vietnamu. První zahraniční přítomnost Vietnamské demokratické republiky (předchůdce Vietnamské socialistické republiky) byla reprezentační kancelář v Paříži, otevřená přibližně v době probíhající konference ve Fontainebleau v letech 1946 až 1947. V roce 1948 byla otevřena mise v Bangkoku, v roce 1951 ale byla uzavřena, protože thajská vláda uznala Vietnamskou republiku. První velvyslanectví Vietnamské demokratické republiky bylo otevřeno v Pekingu v roce 1950, následovala Moskva v roce 1952 a krátce poté se otevřely konzuláty v Nan-ningu, Kchun-mingu a Kantonu. V roce 1964 otevřela VDR 19 diplomatických misí v zahraničí; o šest let později se tento počet zvýšil na 30.
Vietnamská republika, známější jako „Jižní Vietnam“, měla až do pádu Saigonu v roce 1975 svou vlastní samostatnou diplomatickou síť.
Honorární konzuláty a obchodní mise (s výjimkou Vietnamského hospodářského a kulturního úřadu v Tchaj-peji) jsou z tohoto seznamu vynechány.

## Současné mise

### Afrika
| Hostitelská země | Hostitelské město | Mise           | Souběžné akreditace                                                                                            | Reference               |
| ---------------- | ----------------- | -------------- | --- | ----------------------- |
| Alžírsko         | Alžír             | Velvyslanectví | Gambie Mali Niger Senegal Sahrawi Republic                                                                     | [ 2 ] [ 3 ]             |
| Angola           | Luanda            | Velvyslanectví | Kapverdy Konžská republika Konžská demokratická republika Rovníková Guinea Svatý Tomáš a Princův ostrov Zambie | [ 2 ] [ 4 ] [ 5 ]       |
| Egypt            | Káhira            | Velvyslanectví | Džibutsko Eritrea Libanon Libye Palestina Jižní Súdán Súdán Tunisko                                            | [ 2 ] [ 5 ] [ 6 ] [ 7 ] |
| Jižní Afrika     | Pretorie          | Velvyslanectví | Botswana Svazijsko Lesotho Namibie Zimbabwe                                                                    | [ 2 ] [ 8 ] [ 9 ]       |
| Maroko           | Rabat             | Velvyslanectví | Burkina Faso Benin Gabon Guinea Guinea-Bissau Pobřeží slonoviny Mauritánie                                     | [ 2 ] [ 10 ]            |
| Mosambik         | Maputo            | Velvyslanectví | Madagaskar Mauricius Seychely                                                                                  | [ 2 ] [ 11 ] [ 12 ]     |
| Nigérie          | Abuja             | Velvyslanectví | Kamerun Čad Ghana Libérie Sierra Leone                                                                         | [ 2 ] [ 3 ] [ 5 ]       |
| Tanzanie         | Dar es Salaam     | Velvyslanectví | Burundi Komory Etiopie Keňa Rwanda Somálsko Uganda                                                             | [ 2 ] [ 13 ] [ 14 ]     |

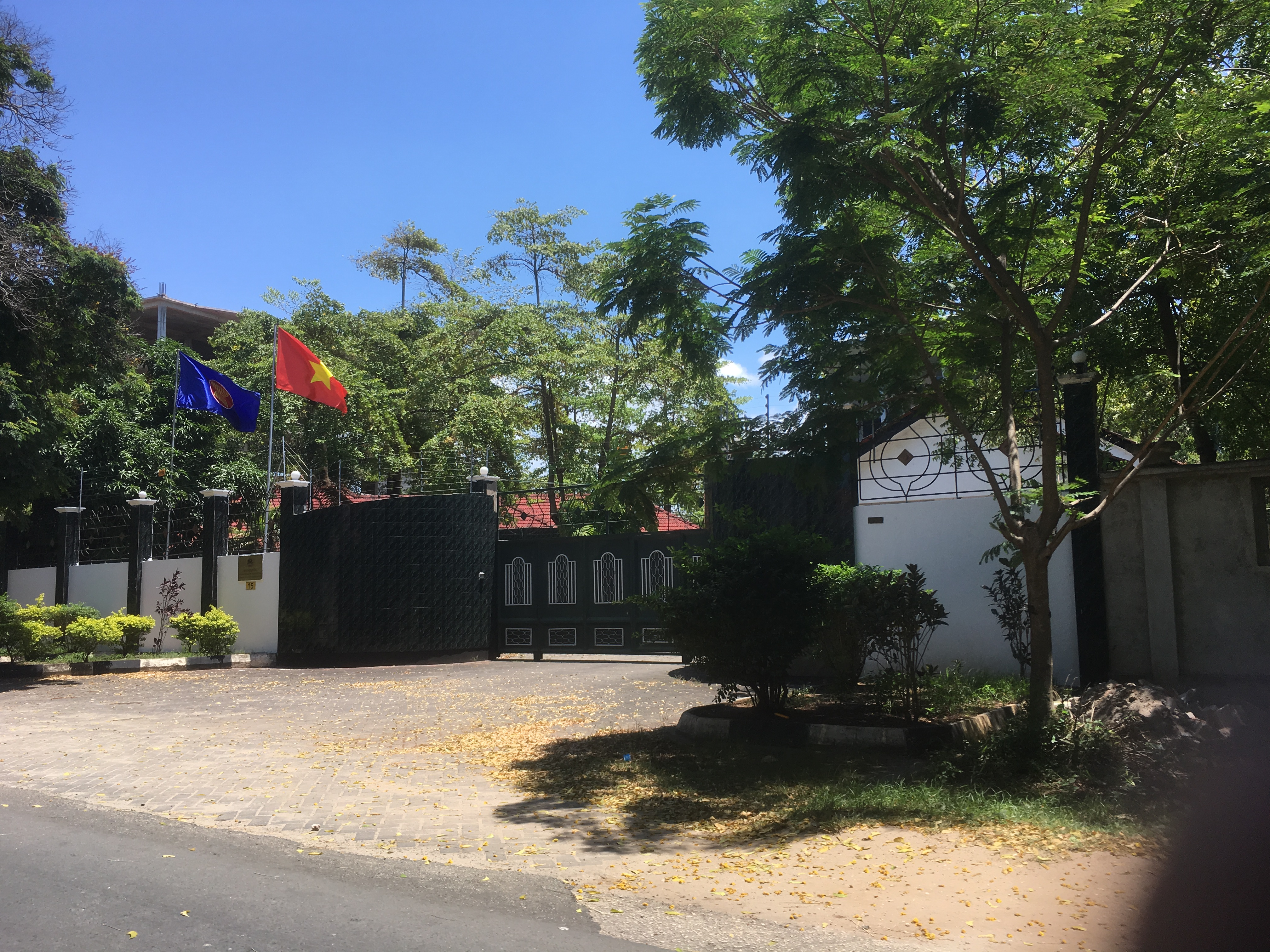
Velvyslanectví v Dar es Salaamu
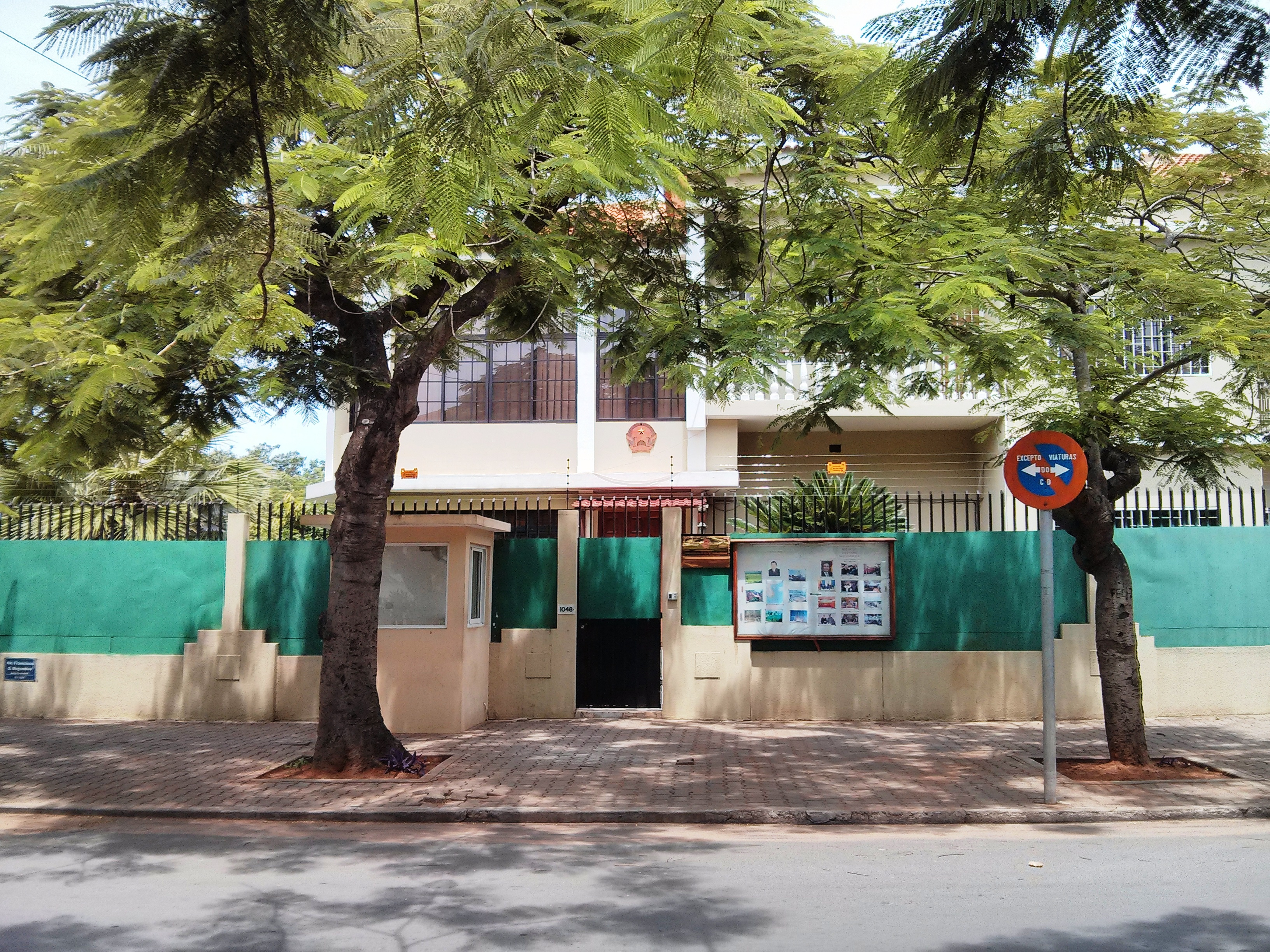
Velvyslanectví v Maputu
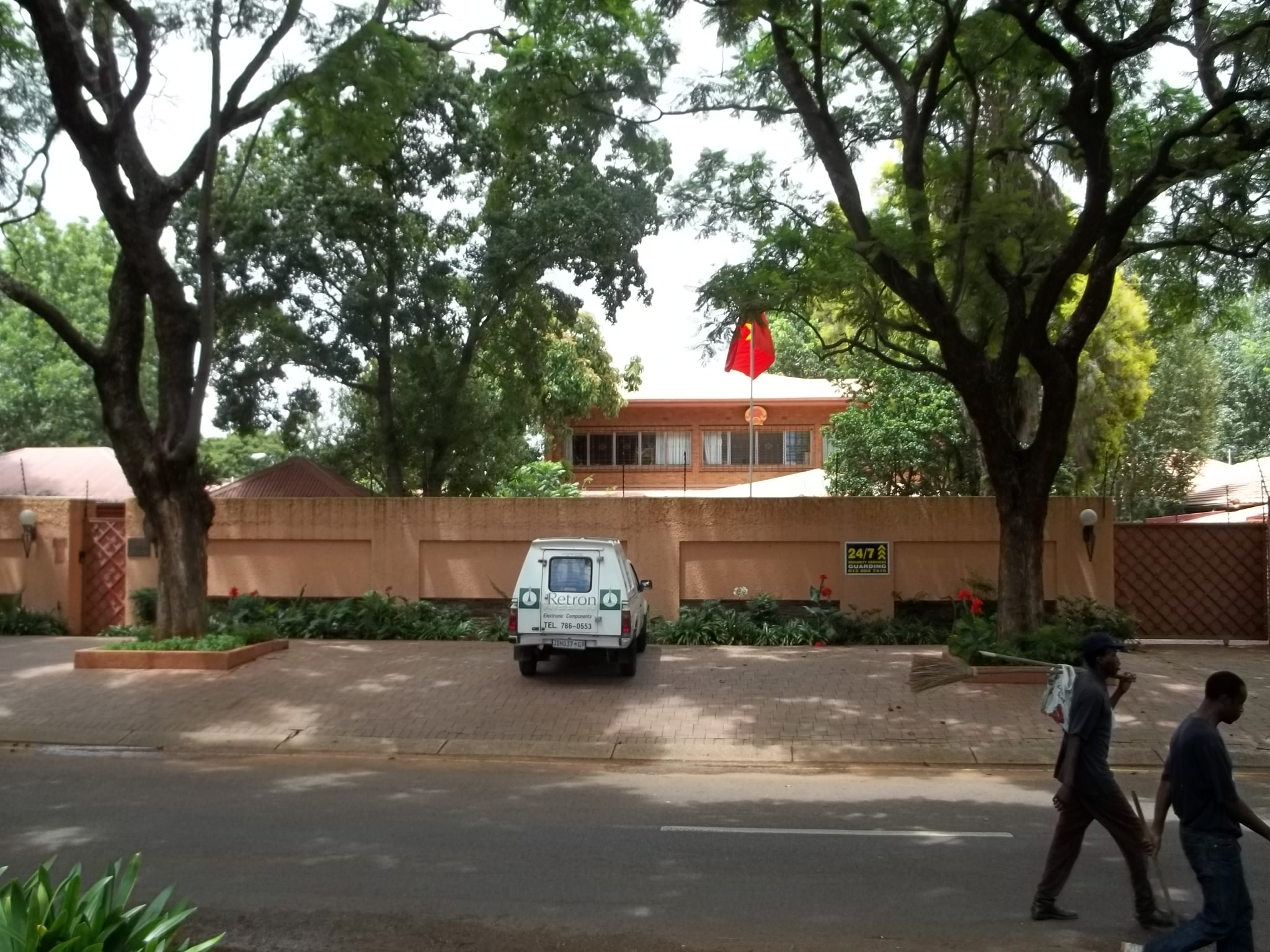
Velvyslanectví v Pretorii

### Amerika
| Hostitelská země       | Hostitelské město | Mise               | Souběžné akreditace                                                                                                   | Reference                          |
| ---------------------- | ----------------- | ------------------ | --- | ---------------------------------- |
| Argentina              | Buenos Aires      | Velvyslanectví     | Paraguay Uruguay |                                    |
| Brazílie               | Brasília          | Velvyslanectví     | Bolívie Guyana Peru Surinam                                                                                           | [ 10 ] [ 15 ]                      |
| Chile                  | Santiago de Chile | Velvyslanectví     | Ekvádor |                                    |
| Kanada                 | Ottawa            | Velvyslanectví     | |                                    |
| Kanada                 | Vancouver         | Generální konzulát | |                                    |
| Kuba                   | Havana            | Velvyslanectví     | Antigua a Barbuda Kostarika Dominika Dominikánská republika Haiti Jamajka Nikaragua Svatý Kryštof a Nevis Svatá Lucie | [ 16 ] [ 17 ] [ 18 ] [ 19 ] [ 20 ] |
| Mexiko                 | Ciudad de México  | Velvyslanectví     | Belize Salvador Guatemala Honduras Panama                                                                             | [ 21 ] [ 22 ] [ 23 ]               |
| Spojené státy americké | Washington, D.C.  | Velvyslanectví     | Trinidad a Tobago | [ 24 ]                             |
| Spojené státy americké | Houston           | Generální konzulát | Trinidad a Tobago | [ 24 ]                             |
| Spojené státy americké | New York          | Generální konzulát | Trinidad a Tobago | [ 24 ]                             |
| Spojené státy americké | San Francisco     | Generální konzulát | Trinidad a Tobago | [ 24 ]                             |
| Venezuela              | Caracas           | Velvyslanectví     | Barbados Kolumbie Grenada Svatý Vincenc a Grenadiny                                                                   | [ 25 ] [ 26 ] [ 27 ]               |

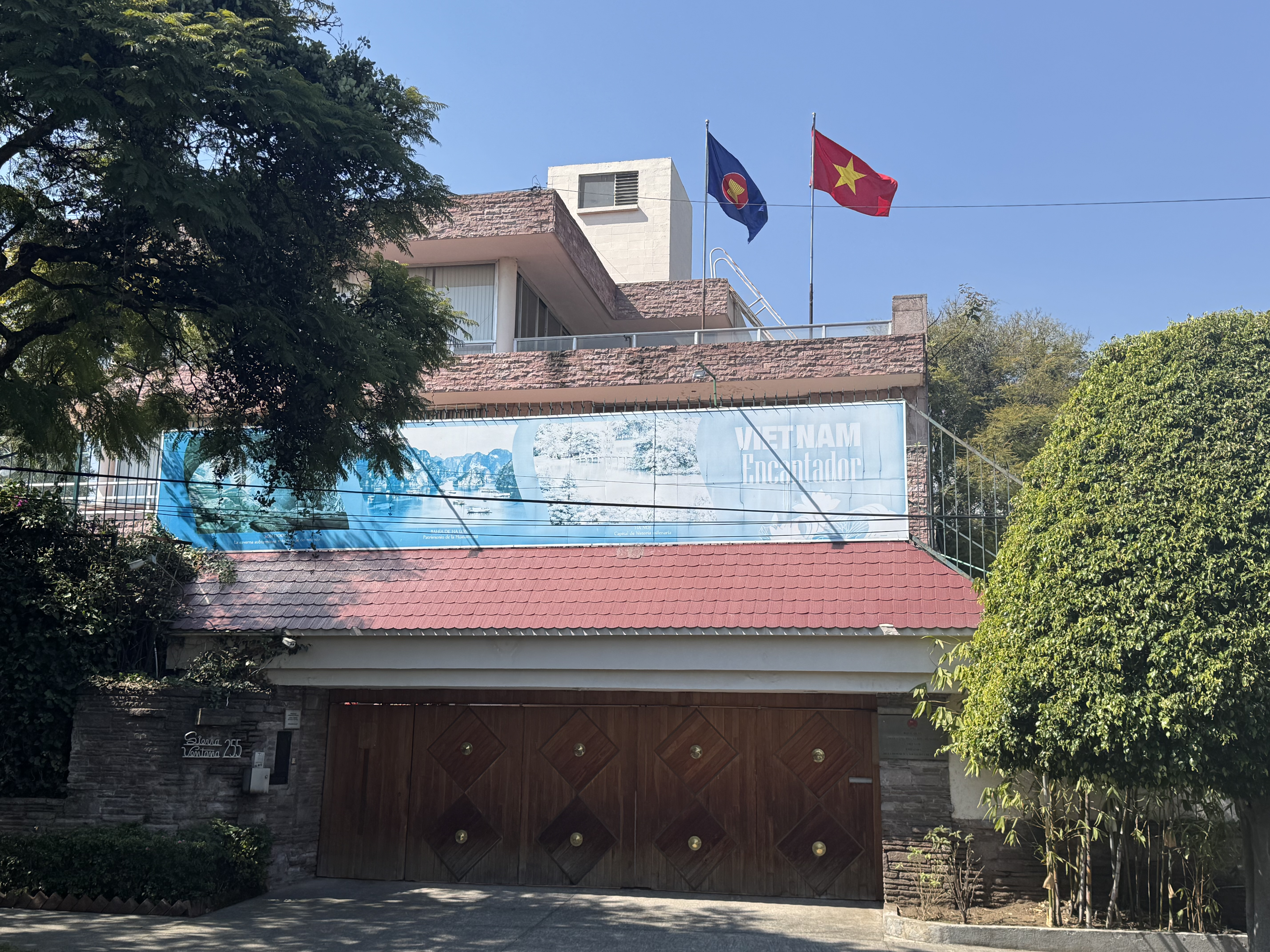
Velvyslanectví v Ciudad de México
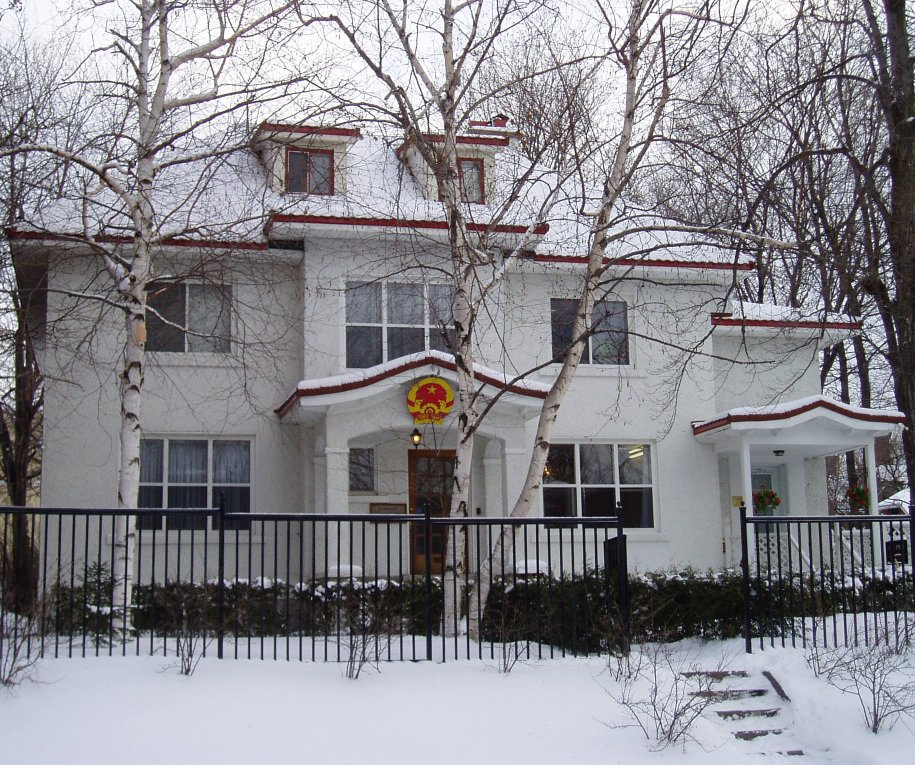
Velvyslanectví v Ottawě
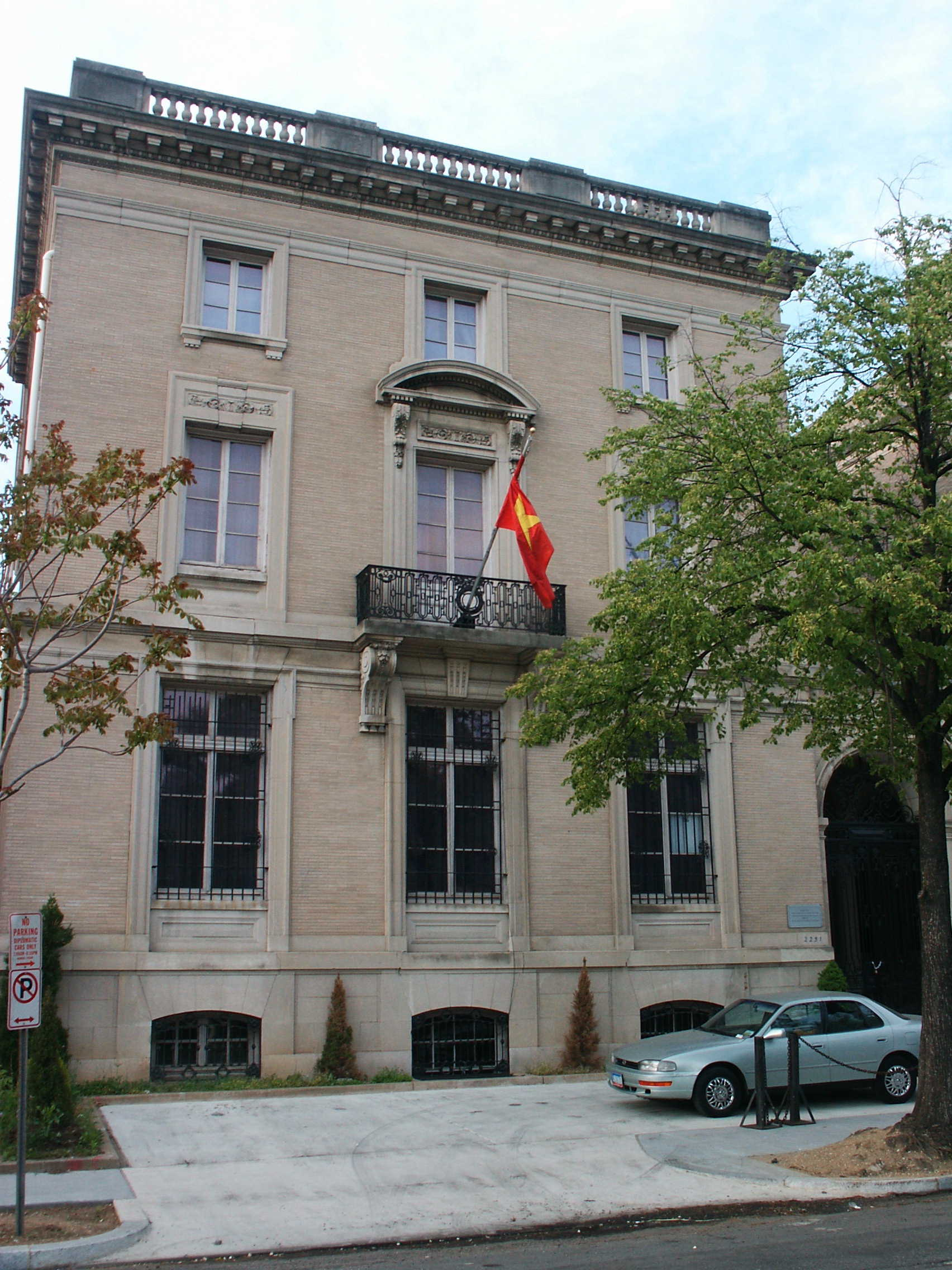
Velvyslanectví ve Washingtonu, D.C.

### Asie
| Hostitelská země        | Hostitelské město   | Mise                           | Souběžné akreditace              | Reference     |
| ----------------------- | ------------------- | ------------------------------ | -------------------------------- | ------------- |
| Bangladéš               | Dháka               | Velvyslanectví                 |                                  | [ 3 ]         |
| Brunej                  | Bandar Seri Begawan | Velvyslanectví                 |                                  |               |
| Čína                    | Peking              | Velvyslanectví                 | Mikronésie                       | [ 3 ]         |
| Čína                    | Kanton              | Generální konzulát             | Mikronésie                       |               |
| Čína                    | Hongkong            | Generální konzulát             | Mikronésie                       |               |
| Čína                    | Kchun-ming          | Generální konzulát             | Mikronésie                       |               |
| Čína                    | Nan-ning            | Generální konzulát             | Mikronésie                       |               |
| Čína                    | Šanghaj             | Generální konzulát             | Mikronésie                       |               |
| Filipíny                | Manila              | Velvyslanectví                 | Palau                            |               |
| Indie                   | Nové Dillí          | Velvyslanectví                 | Bhútán Nepál                     | [ 5 ]         |
| Indie                   | Bombaj              | Generální konzulát             | Bhútán Nepál                     |               |
| Indonésie               | Jakarta             | Velvyslanectví                 | Východní Timor Papua Nová Guinea | [ 28 ] [ 29 ] |
| Izrael                  | Tel Aviv            | Velvyslanectví                 |                                  | [ 5 ] [ 6 ]   |
| Írán                    | Teherán             | Velvyslanectví                 | Irák Sýrie                       | [ 6 ] [ 30 ]  |
| Japonsko                | Tokio               | Velvyslanectví                 | Marshallovy ostrovy              | [ 5 ]         |
| Japonsko                | Fukuoka             | Generální konzulát             | Marshallovy ostrovy              |               |
| Japonsko                | Ósaka               | Generální konzulát             | Marshallovy ostrovy              |               |
| Jižní Korea             | Soul                | Velvyslanectví                 |                                  |               |
| Kambodža                | Phnompenh           | Velvyslanectví                 |                                  |               |
| Kambodža                | Battambang          | Generální konzulát             |                                  |               |
| Kambodža                | Sihanoukville       | Generální konzulát             |                                  |               |
| Katar                   | Dauhá               | Velvyslanectví                 |                                  | [ 6 ]         |
| Kazachstán              | Astana              | Velvyslanectví                 | Gruzie Kyrgyzstán                | [ 5 ] [ 31 ]  |
| Kuvajt                  | Kuvajt              | Velvyslanectví                 |                                  |               |
| Laos                    | Vientiane           | Velvyslanectví                 |                                  |               |
| Laos                    | Luang Prabang       | Generální konzulát             |                                  |               |
| Laos                    | Pakse               | Generální konzulát             |                                  |               |
| Laos                    | Savannakhet         | Generální konzulát             |                                  |               |
| Malajsie                | Kuala Lumpur        | Velvyslanectví                 |                                  |               |
| Mongolsko               | Ulánbátar           | Velvyslanectví                 |                                  |               |
| Myanmar (Barma)         | Rangún              | Velvyslanectví                 |                                  |               |
| Pákistán                | Islámábád           | Velvyslanectví                 | Afghánistán                      |               |
| Saúdská Arábie          | Rijád               | Velvyslanectví                 | Bahrajn Jordánsko Omán Jemen     | [ 5 ] [ 6 ]   |
| Severní Korea           | Pchjongjang         | Velvyslanectví                 |                                  |               |
| Singapur                | Singapur            | Velvyslanectví                 |                                  |               |
| Spojené arabské emiráty | Abú Zabí            | Velvyslanectví                 |                                  | [ 6 ]         |
| Srí Lanka               | Kolombo             | Velvyslanectví                 | Maledivy                         | [ 32 ]        |
| Thajsko                 | Bangkok             | Velvyslanectví                 |                                  |               |
| Thajsko                 | Khon Kaen           | Generální konzulát             |                                  |               |
| Tchaj-wan               | Tchaj-pej           | Ekonomická a kulturní kancelář |                                  | [ 33 ]        |
| Turecko                 | Ankara              | Velvyslanectví                 |                                  | [ 5 ] [ 6 ]   |

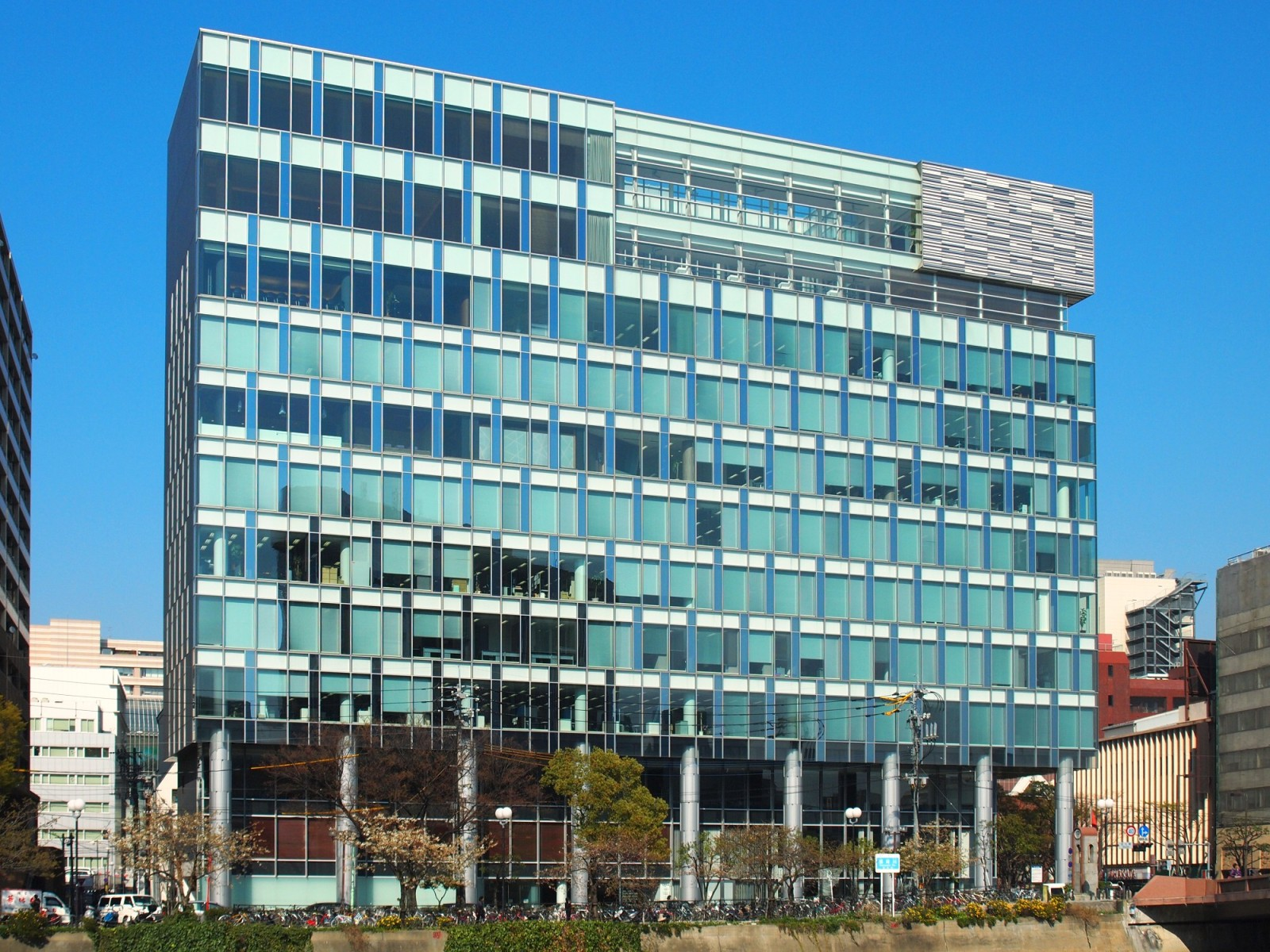
Generální konzulát ve Fukuoce
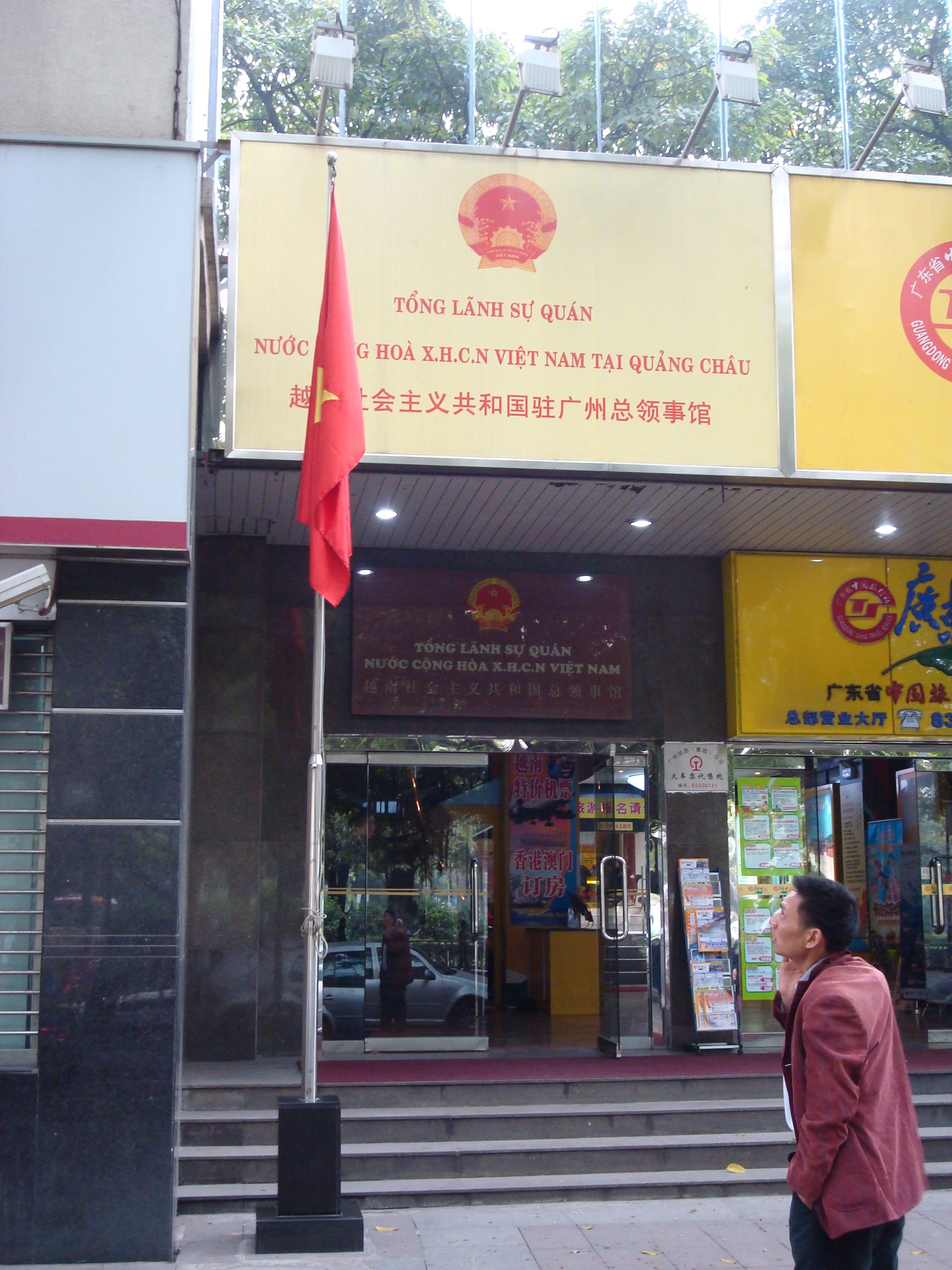
Generální konzulát v Kantonu
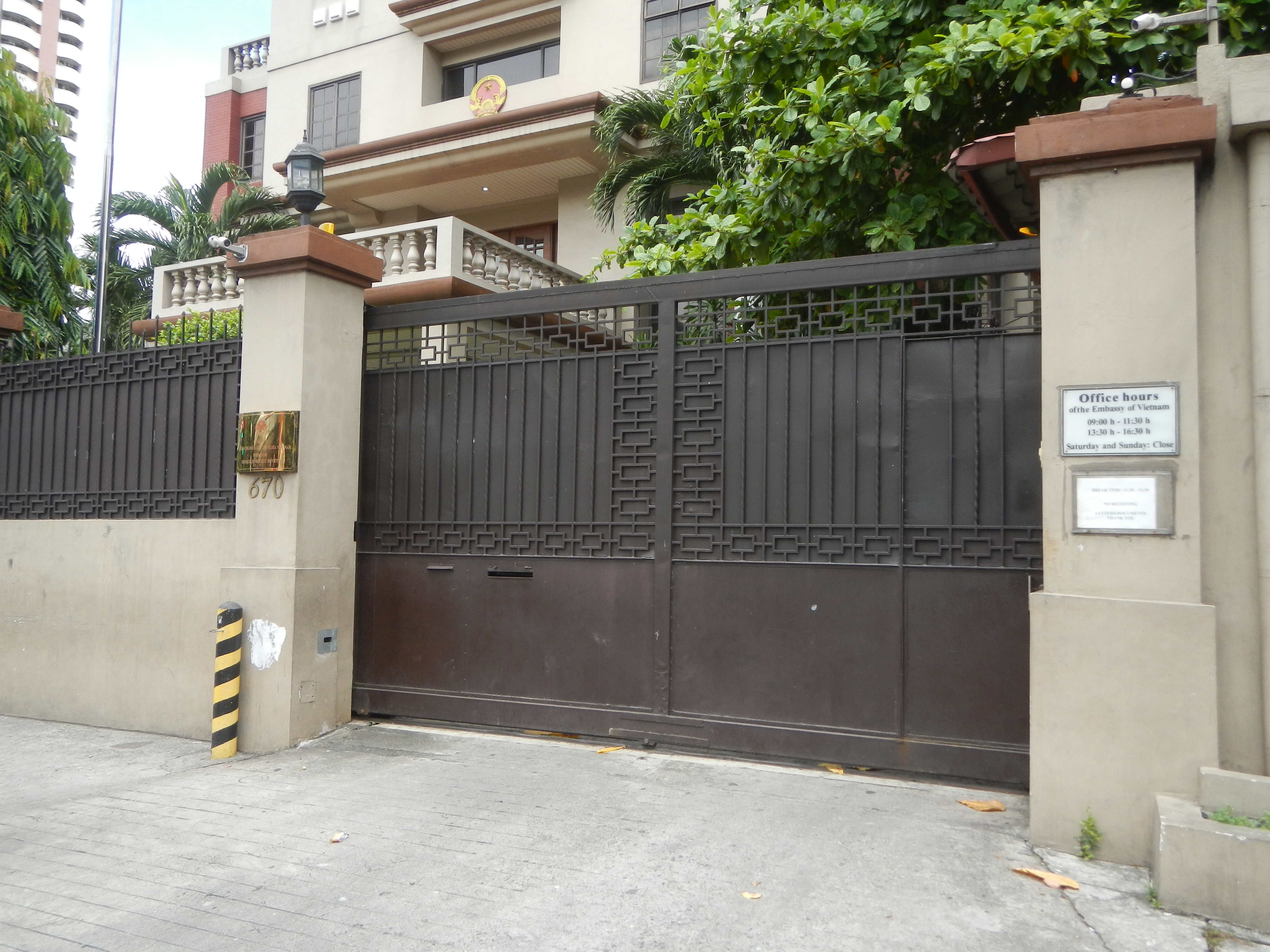
Velvyslanectví v Manile
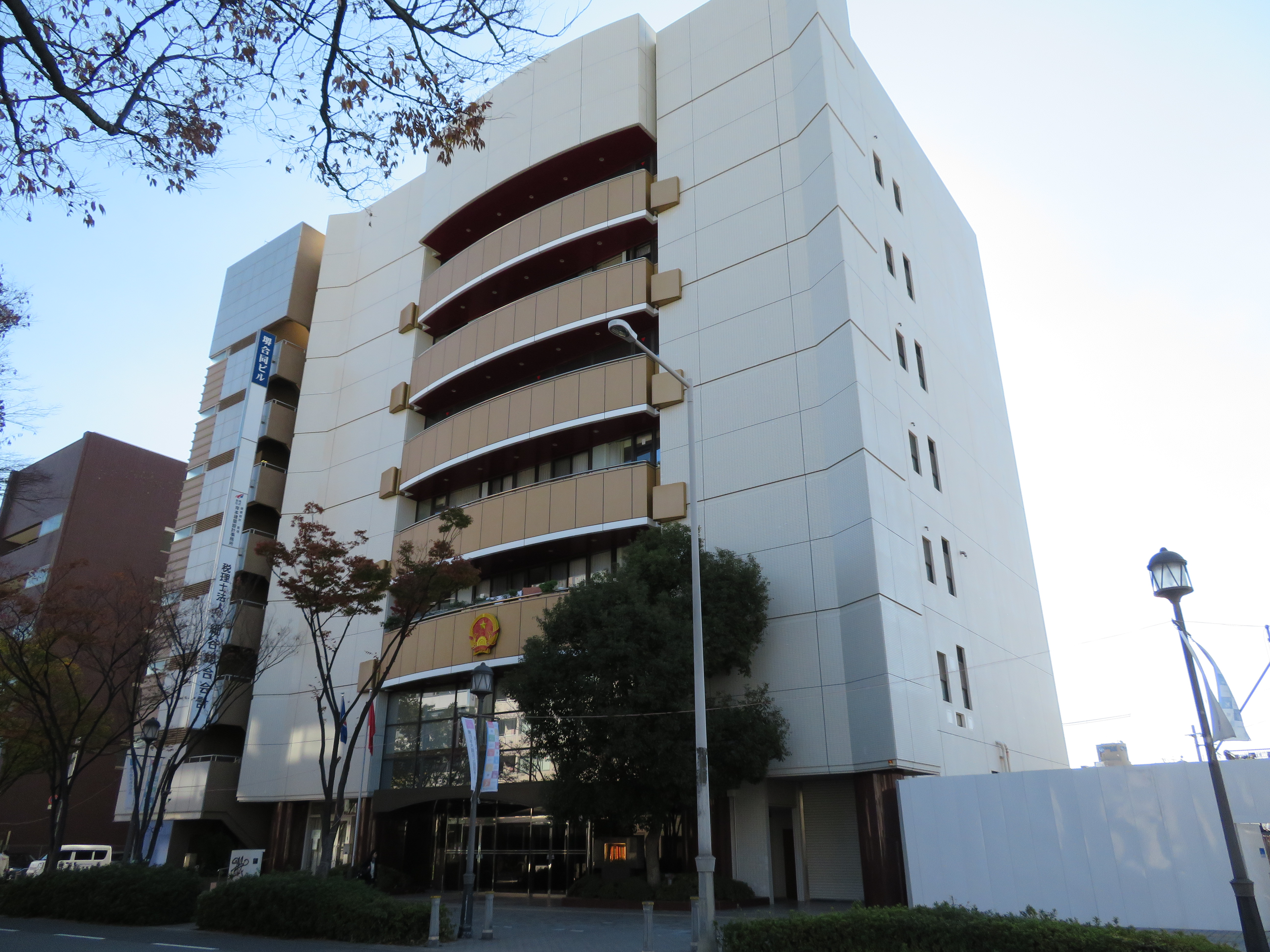
Generální konzulát v Ósace
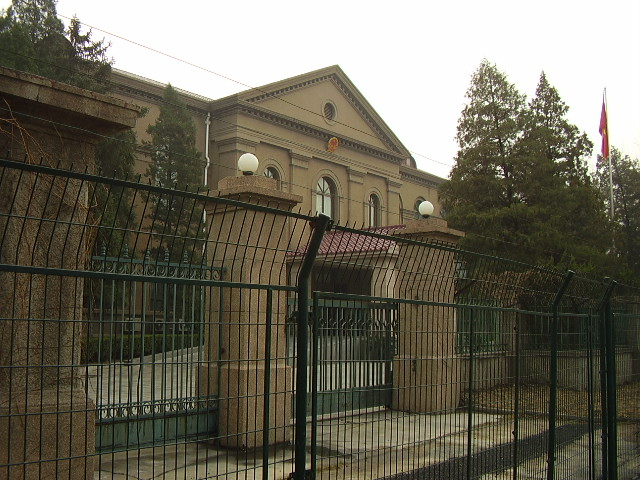
Velvyslanectví v Pekingu
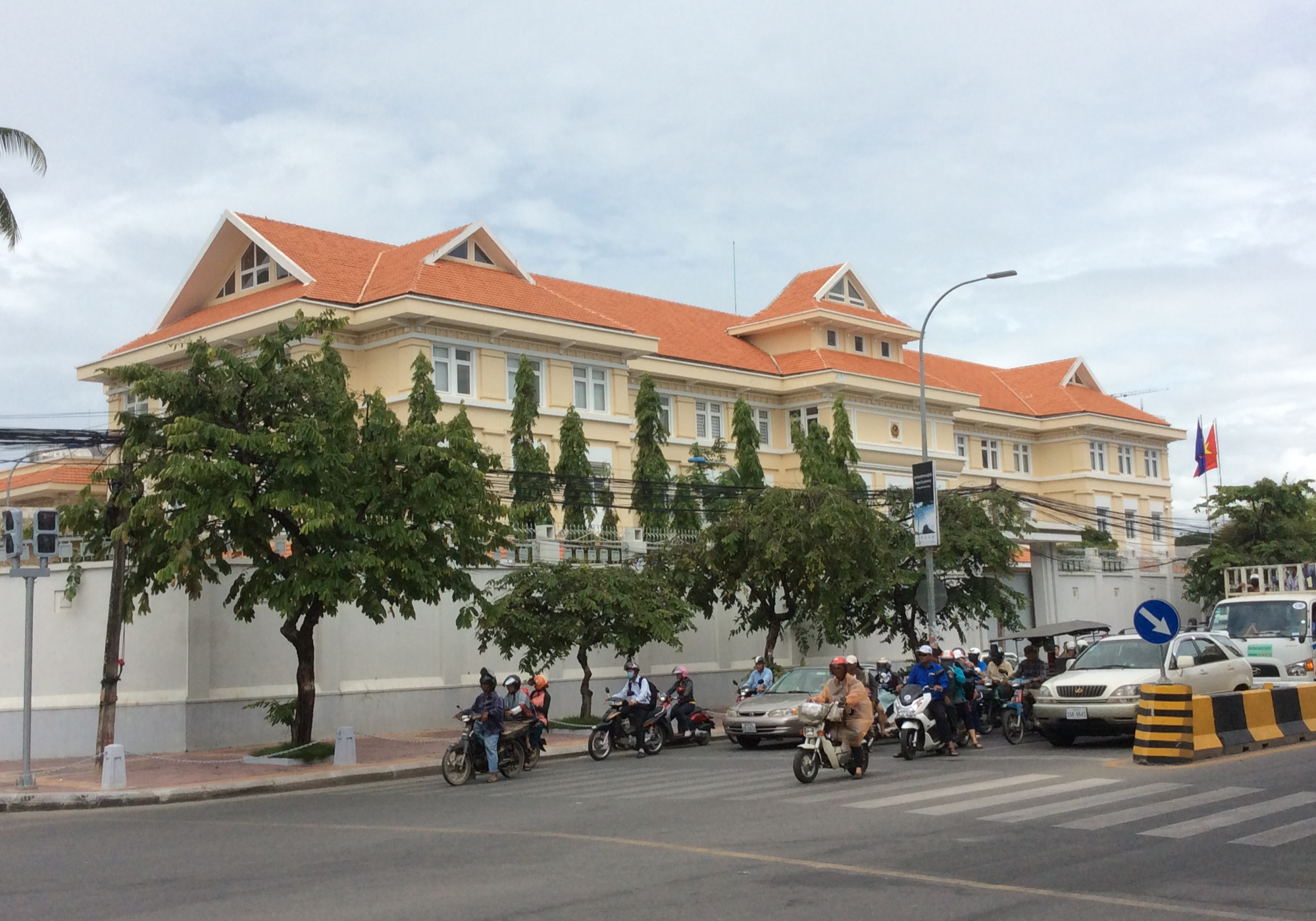
Velvyslanectví v Phnompenhu
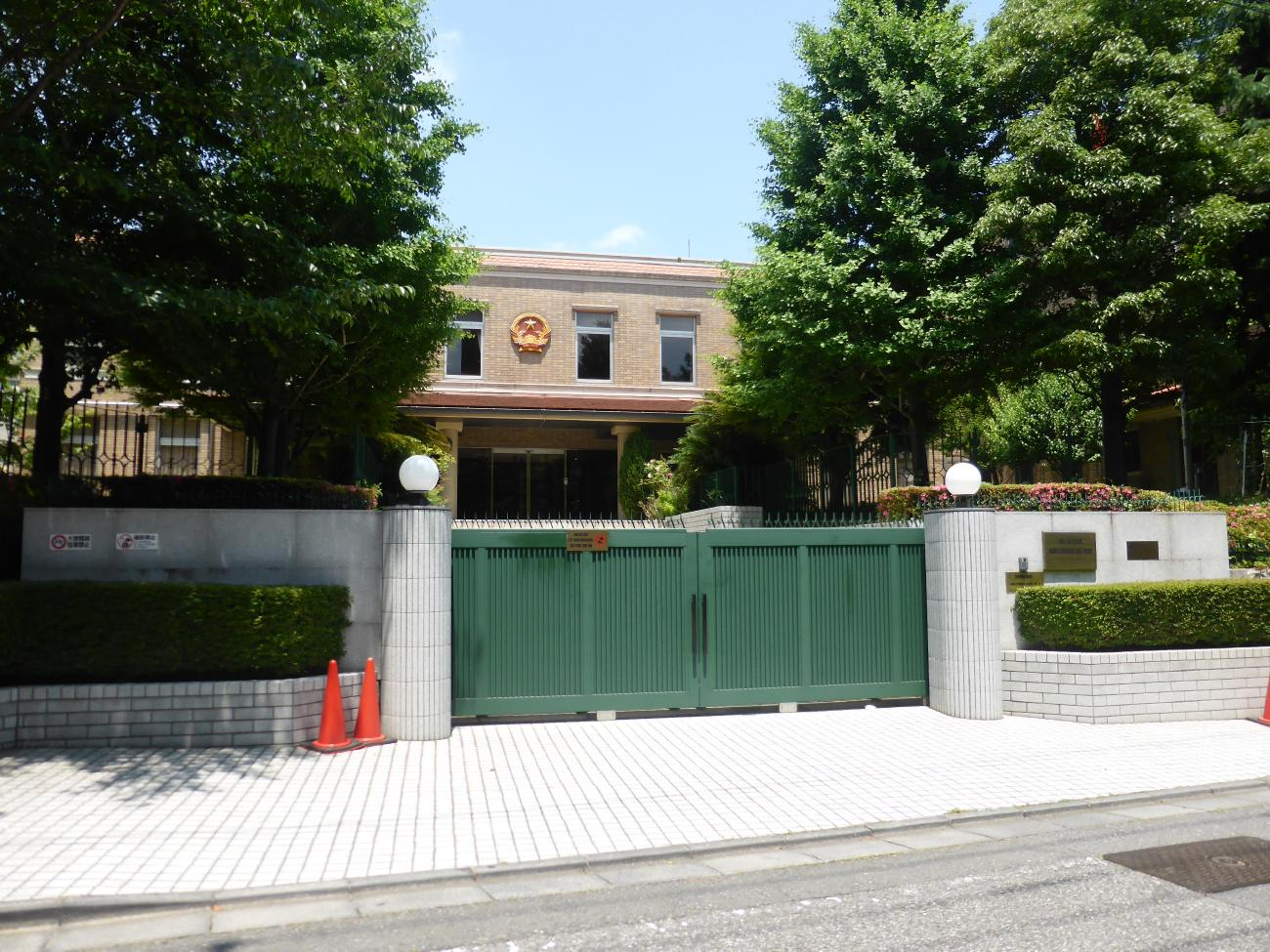
Velvyslanectví v Tokiu
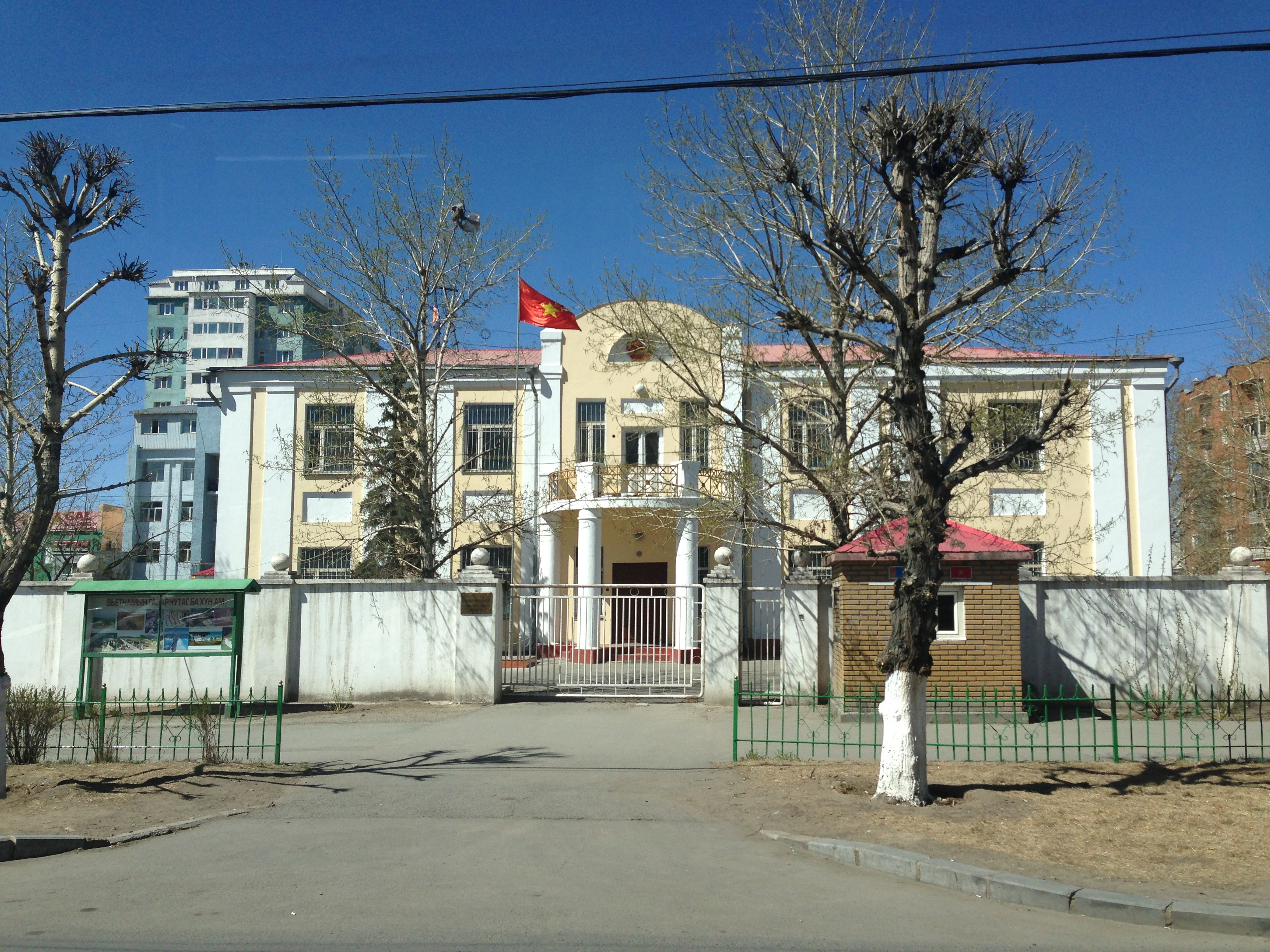
Velvyslanectví v Ulánbátaru

### Evropa
| Hostitelská země   | Hostitelské město     | Mise               | Souběžné akreditace | Reference                   |
| ------------------ | --------------------- | ------------------ | --- | --------------------------- |
| Belgie             | Brusel                | Velvyslanectví     | Lucembursko Evropská unie | [ 34 ]                      |
| Bělorusko          | Minsk                 | Velvyslanectví     | | [ 5 ]                       |
| Bulharsko          | Sofie                 | Velvyslanectví     | Severní Makedonie | [ 35 ]                      |
| Česko              | Praha                 | Velvyslanectví     | |                             |
| Dánsko             | Kodaň                 | Velvyslanectví     | Island | [ 5 ]                       |
| Finsko             | Helsinky              | Velvyslanectví     | Estonsko | [ 10 ] [ 36 ]               |
| Francie            | Paříž                 | Velvyslanectví     | Andorra Středoafrická republika Monako Portugalsko                                                                           | [ 37 ]                      |
| Itálie             | Řím                   | Velvyslanectví     | Malta Kypr San Marino Organizace pro výživu a zemědělství Mezinárodní fond pro zemědělský rozvoj Světový potravinový program | [ 5 ] [ 38 ]                |
| Maďarsko           | Budapešť              | Velvyslanectví     | Bosna a Hercegovina Chorvatsko                                                                                               | [ 39 ]                      |
| Německo            | Berlín                | Velvyslanectví     | | [ 5 ]                       |
| Německo            | Frankfurt nad Mohanem | Generální konzulát | |                             |
| Nizozemsko         | Haag                  | Velvyslanectví     | Organizace pro zákaz chemických zbraní                                                                                       | [ 40 ]                      |
| Norsko             | Oslo                  | Velvyslanectví     | | [ 3 ]                       |
| Polsko             | Varšava               | Velvyslanectví     | Litva |                             |
| Rakousko           | Vídeň                 | Velvyslanectví     | Slovinsko Organizace spojených národů Mezinárodní agentura pro atomovou energii UNIDO UNODC                                  | [ 41 ]                      |
| Rumunsko           | Bukurešť              | Velvyslanectví     | Černá Hora Srbsko | [ 5 ]                       |
| Rusko              | Moskva                | Velvyslanectví     | Arménie Ázerbájdžán Tádžikistán Turkmenistán Uzbekistán                                                                      | [ 42 ] [ 43 ] [ 44 ] [ 45 ] |
| Rusko              | Jekatěrinburg         | Generální konzulát | Arménie Ázerbájdžán Tádžikistán Turkmenistán Uzbekistán                                                                      |                             |
| Rusko              | Vladivostok           | Generální konzulát | Arménie Ázerbájdžán Tádžikistán Turkmenistán Uzbekistán                                                                      |                             |
| Řecko              | Athény                | Velvyslanectví     | Albánie | [ 46 ]                      |
| Slovensko          | Bratislava            | Velvyslanectví     | |                             |
| Spojené království | Londýn                | Velvyslanectví     | Irsko |                             |
| Španělsko          | Madrid                | Velvyslanectví     | |                             |
| Švédsko            | Stockholm             | Velvyslanectví     | Lotyšsko | [ 47 ]                      |
| Švýcarsko          | Bern                  | Velvyslanectví     | Lichtenštejnsko | [ 5 ]                       |
| Ukrajina           | Kyjev                 | Velvyslanectví     | Moldavsko | [ 48 ]                      |

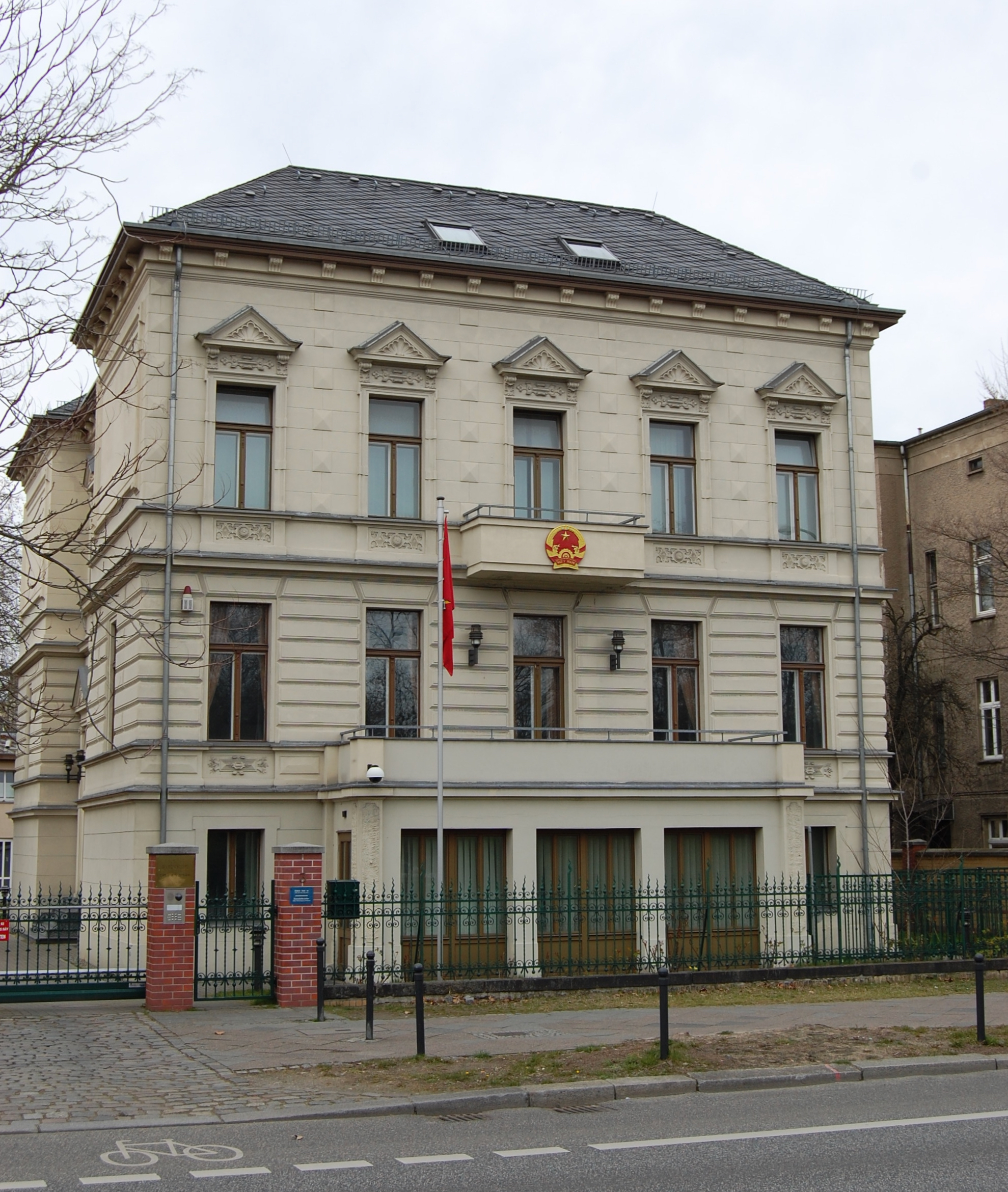
Velvyslanectví v Berlíně
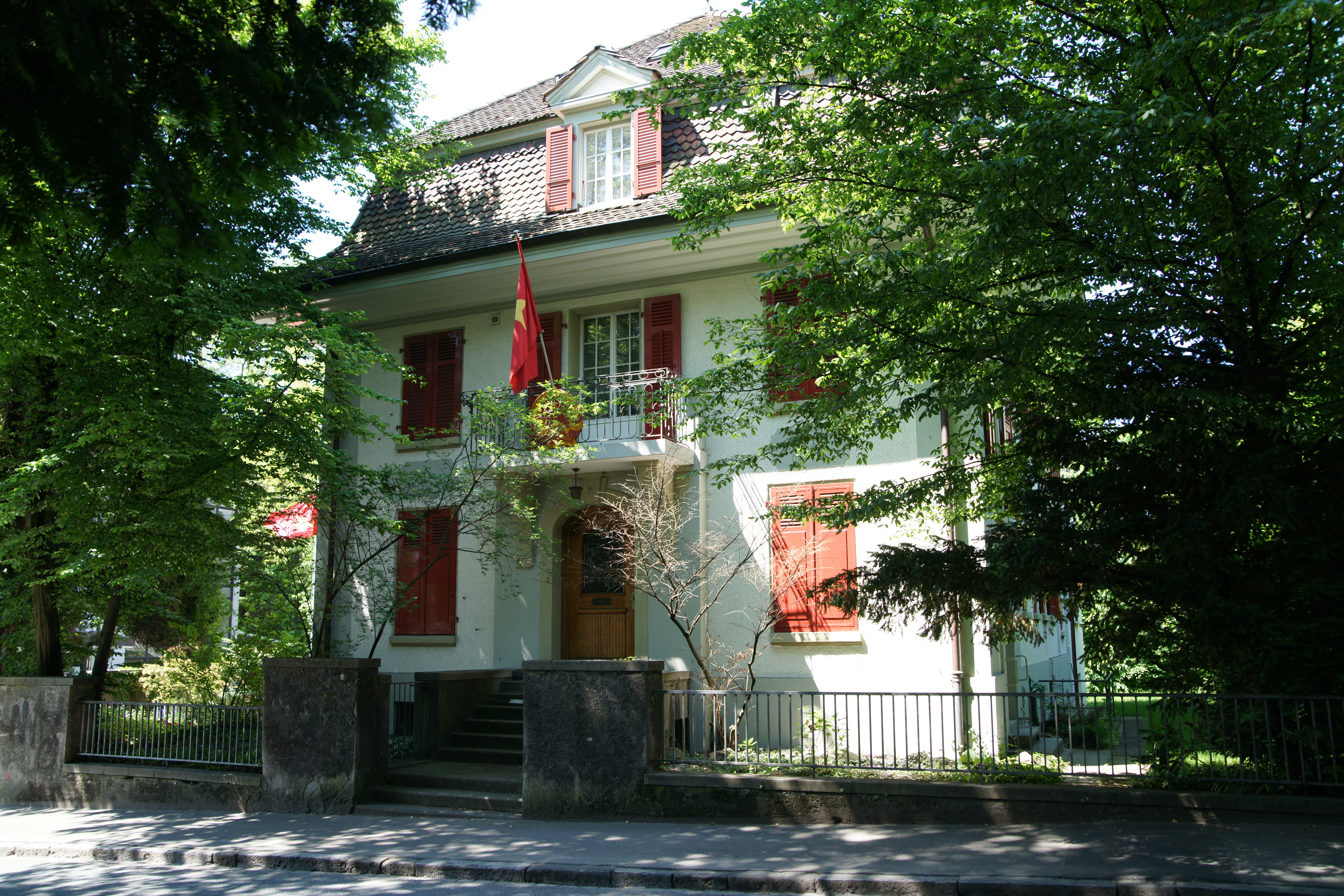
Velvyslanectví v Bernu
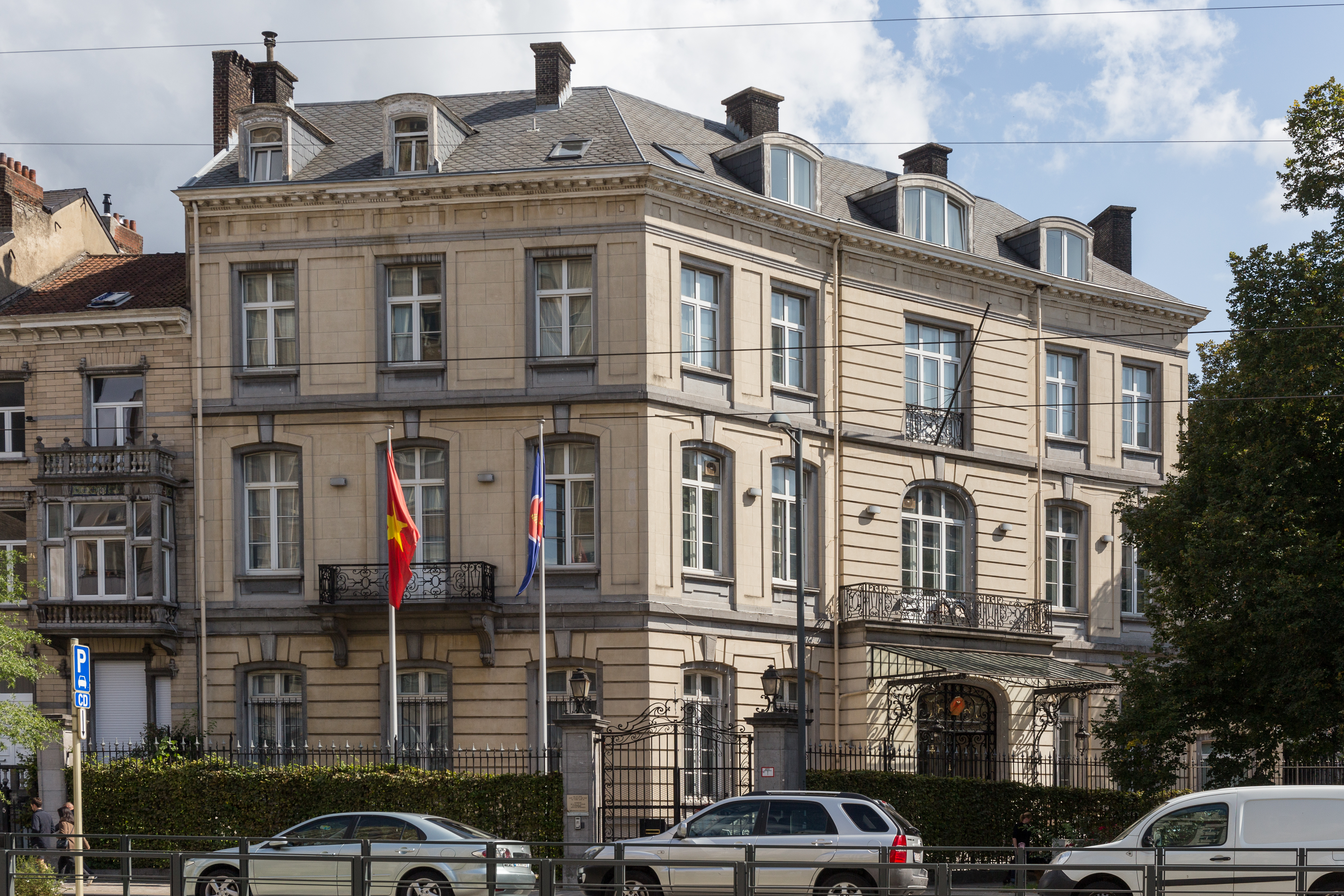
Velvyslanectví v Bruselu
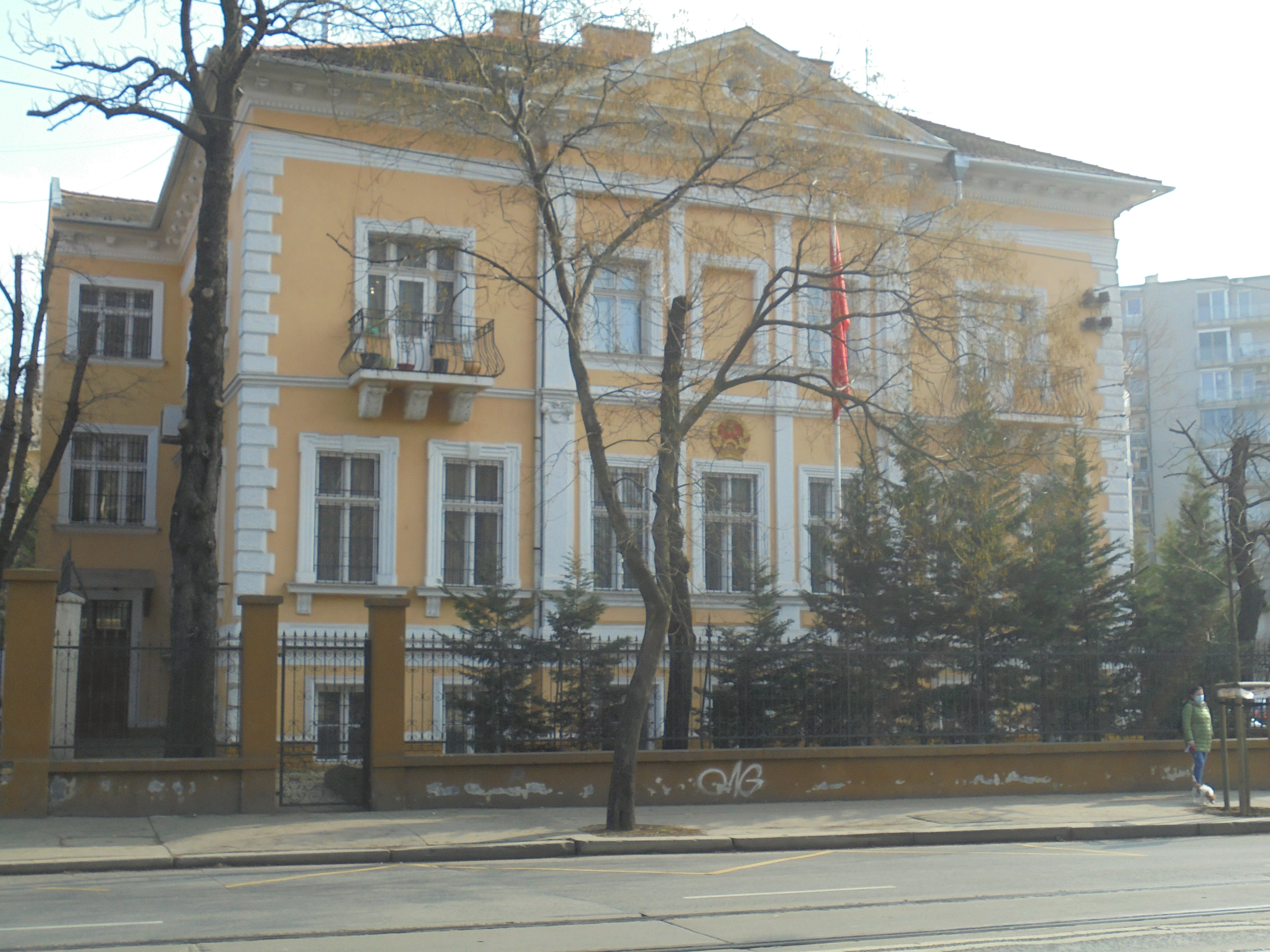
Velvyslanectví v Budapešti
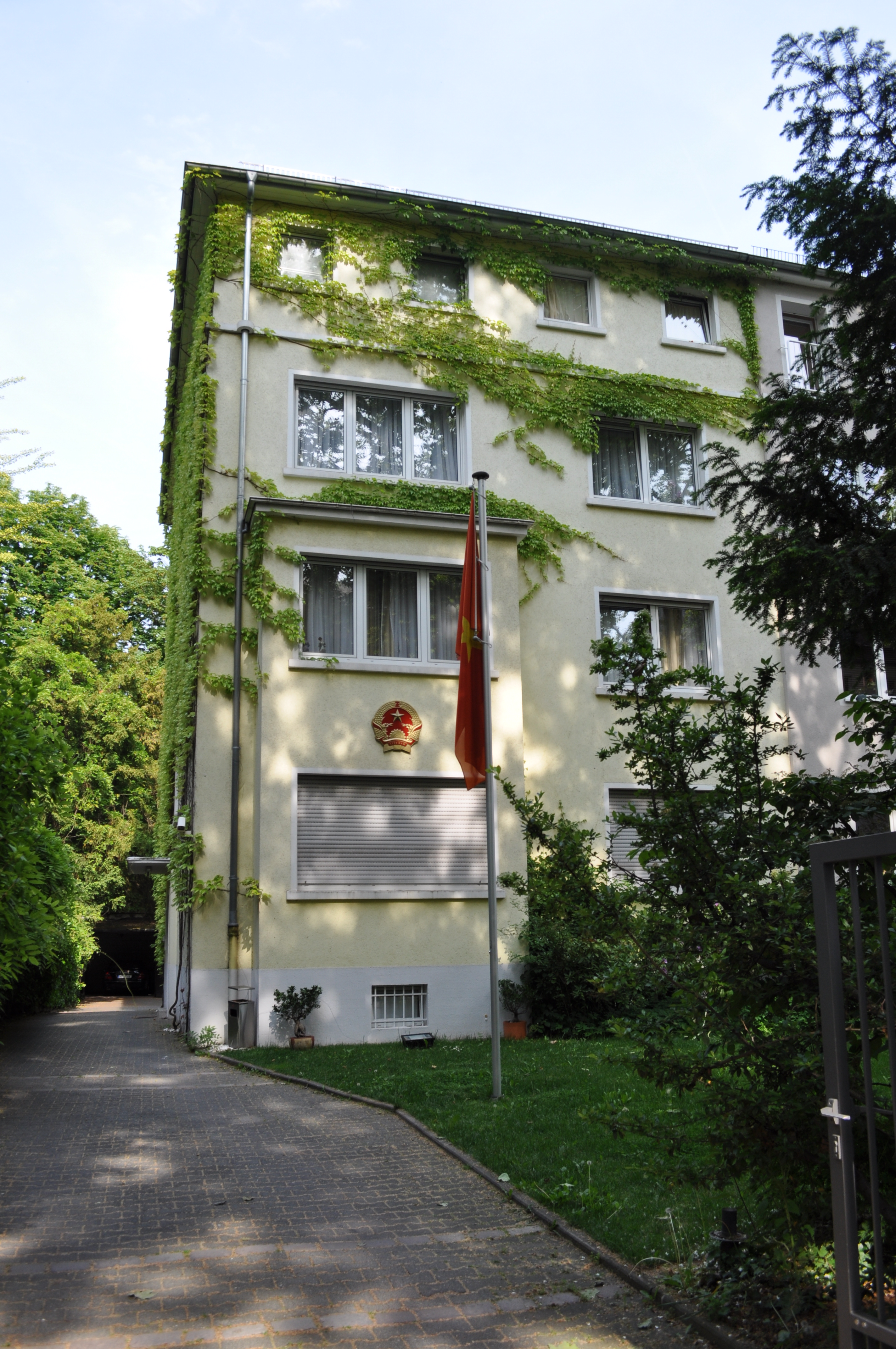
Generální konzulát ve Frankfurtu nad Mohanem
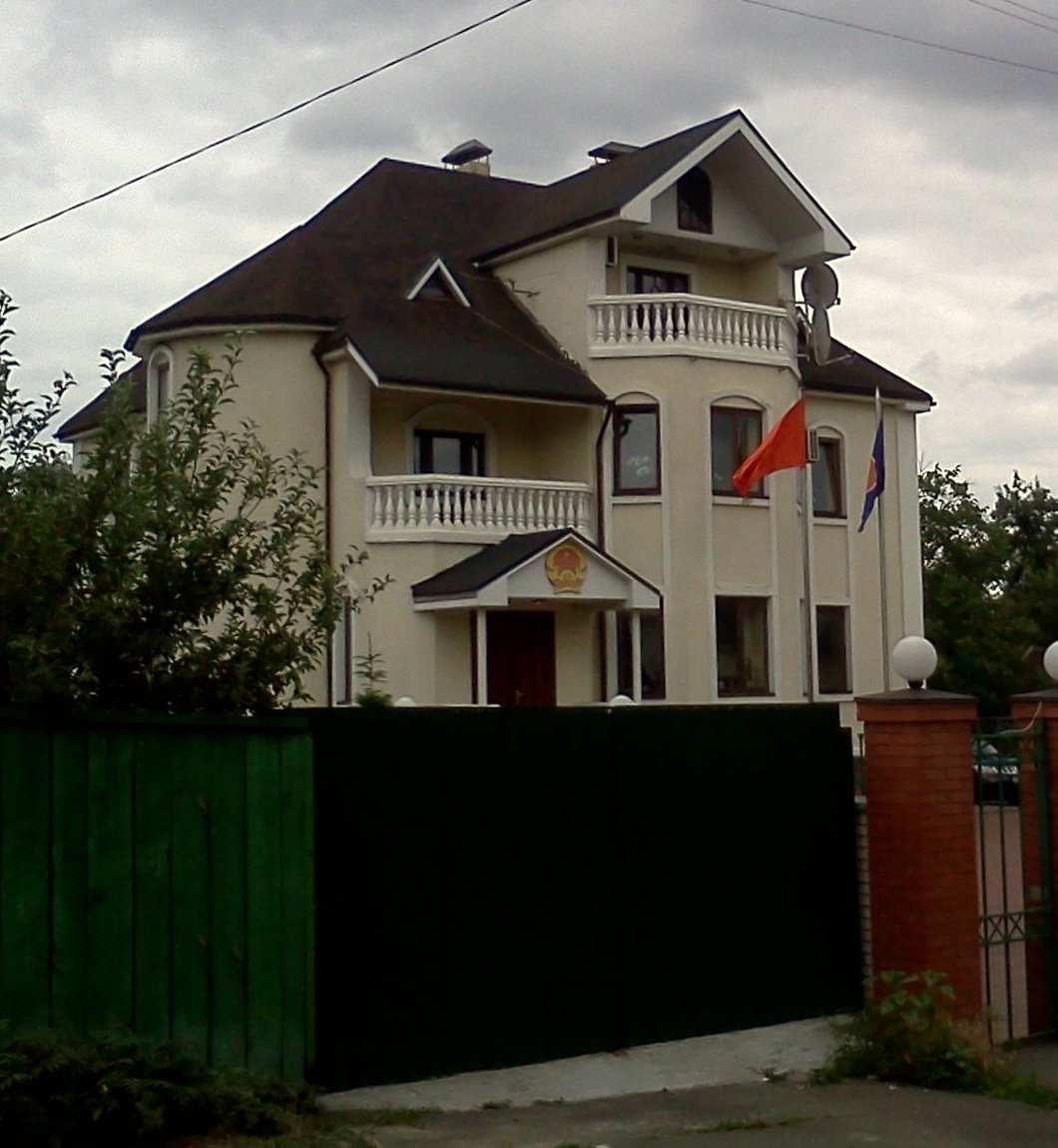
Velvyslanectví v Kyjevě
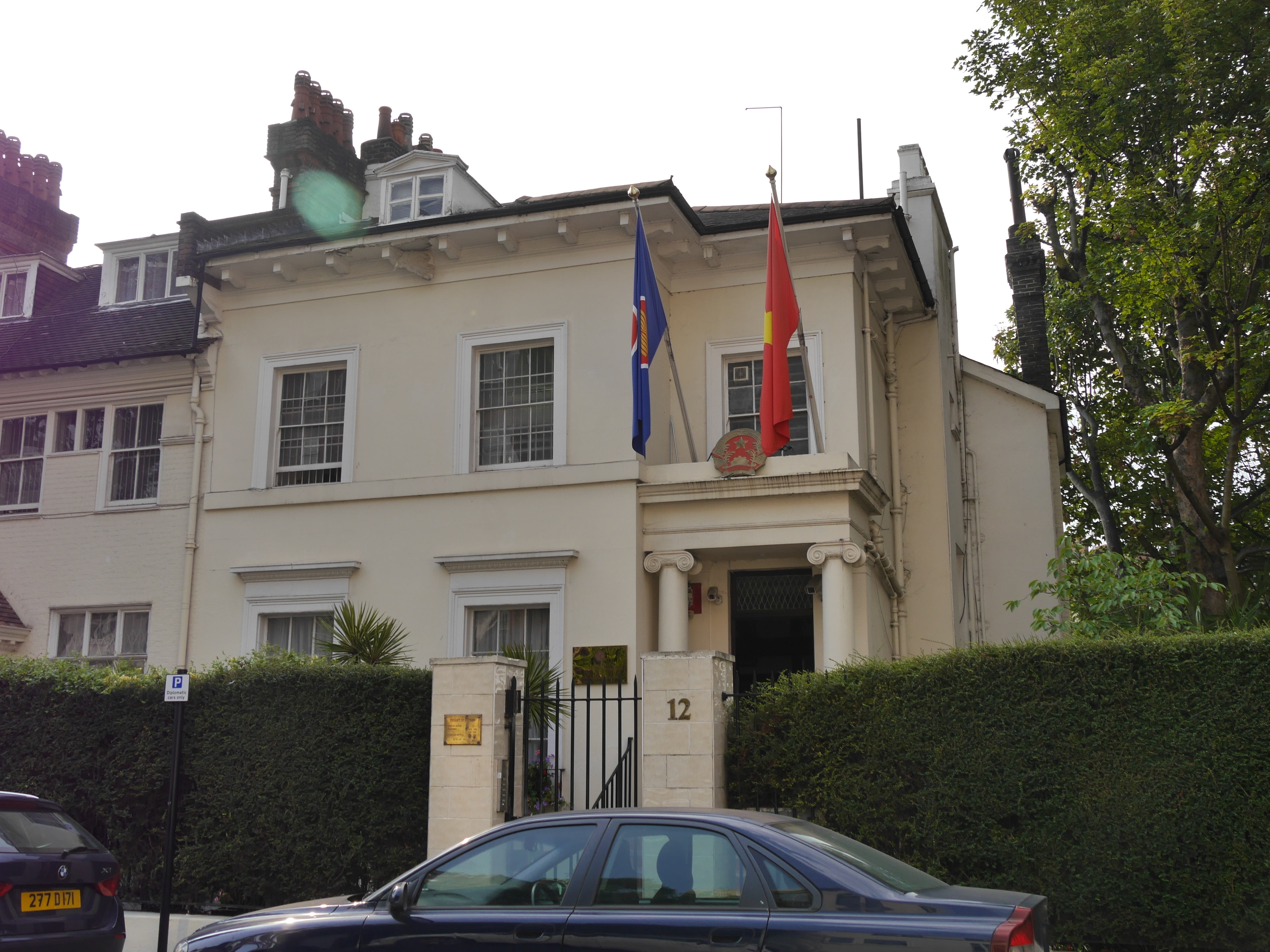
Velvyslanectví v Londýně
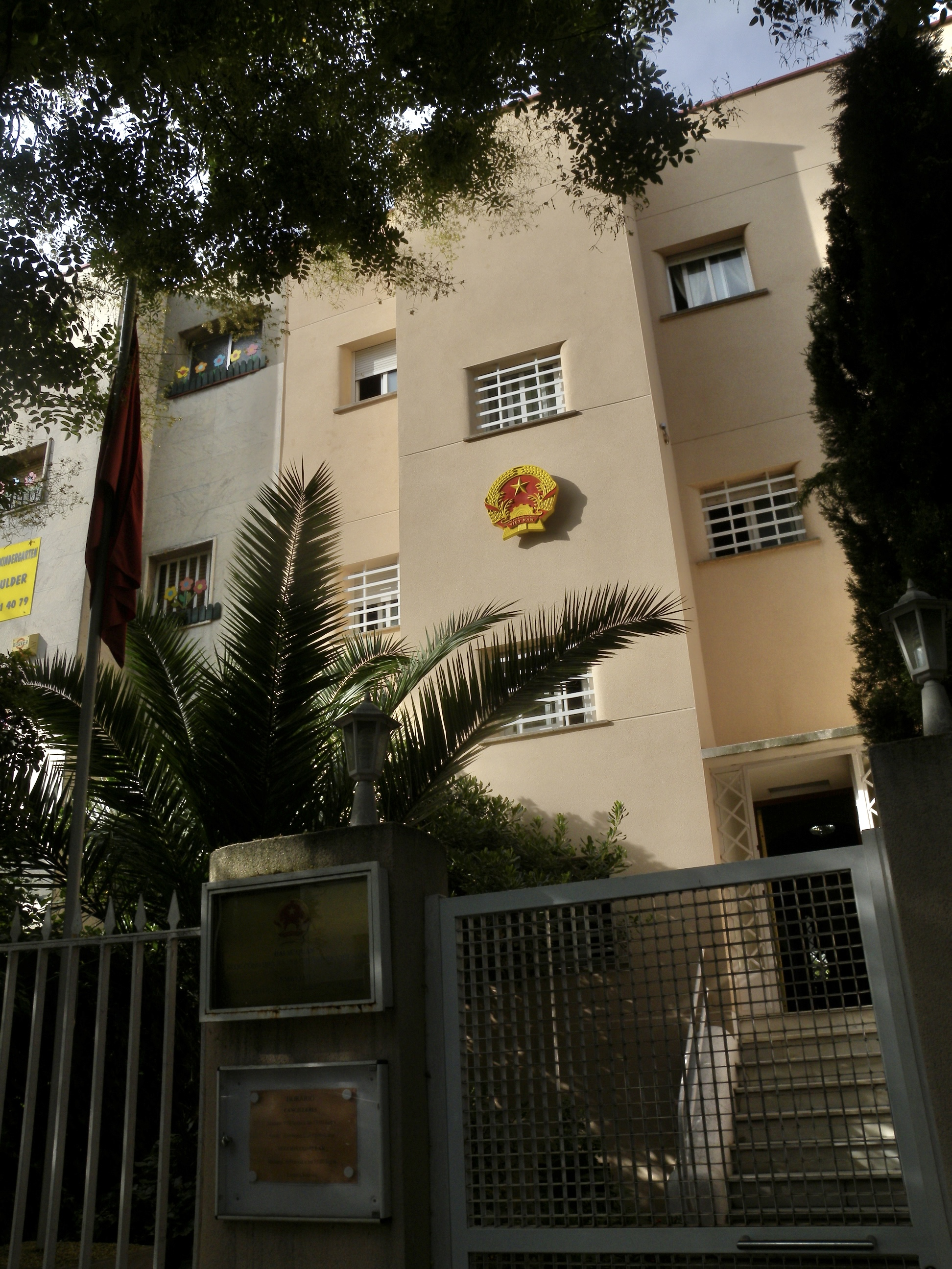
Velvyslanectví v Madridu
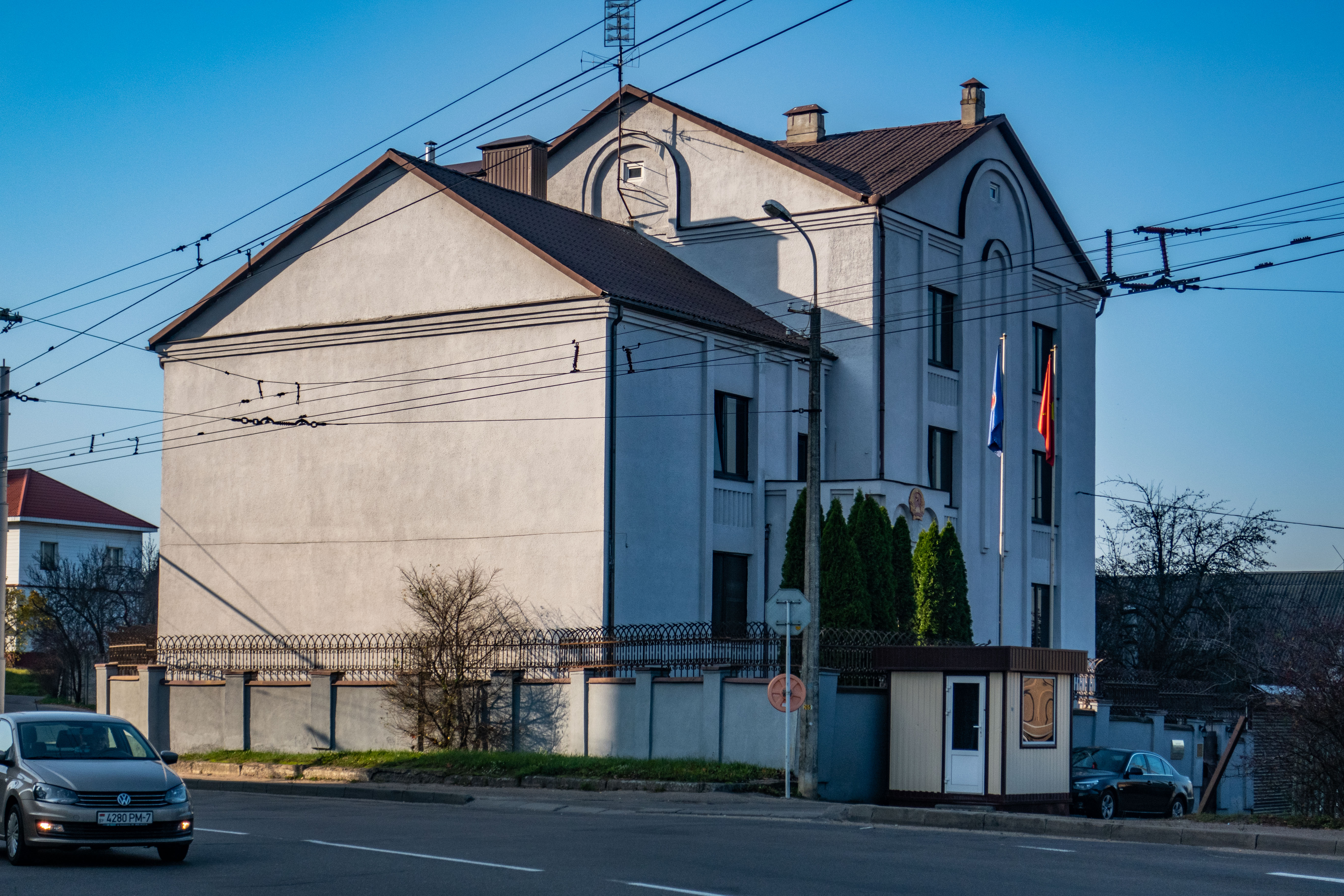
Velvyslanectví v Minsku
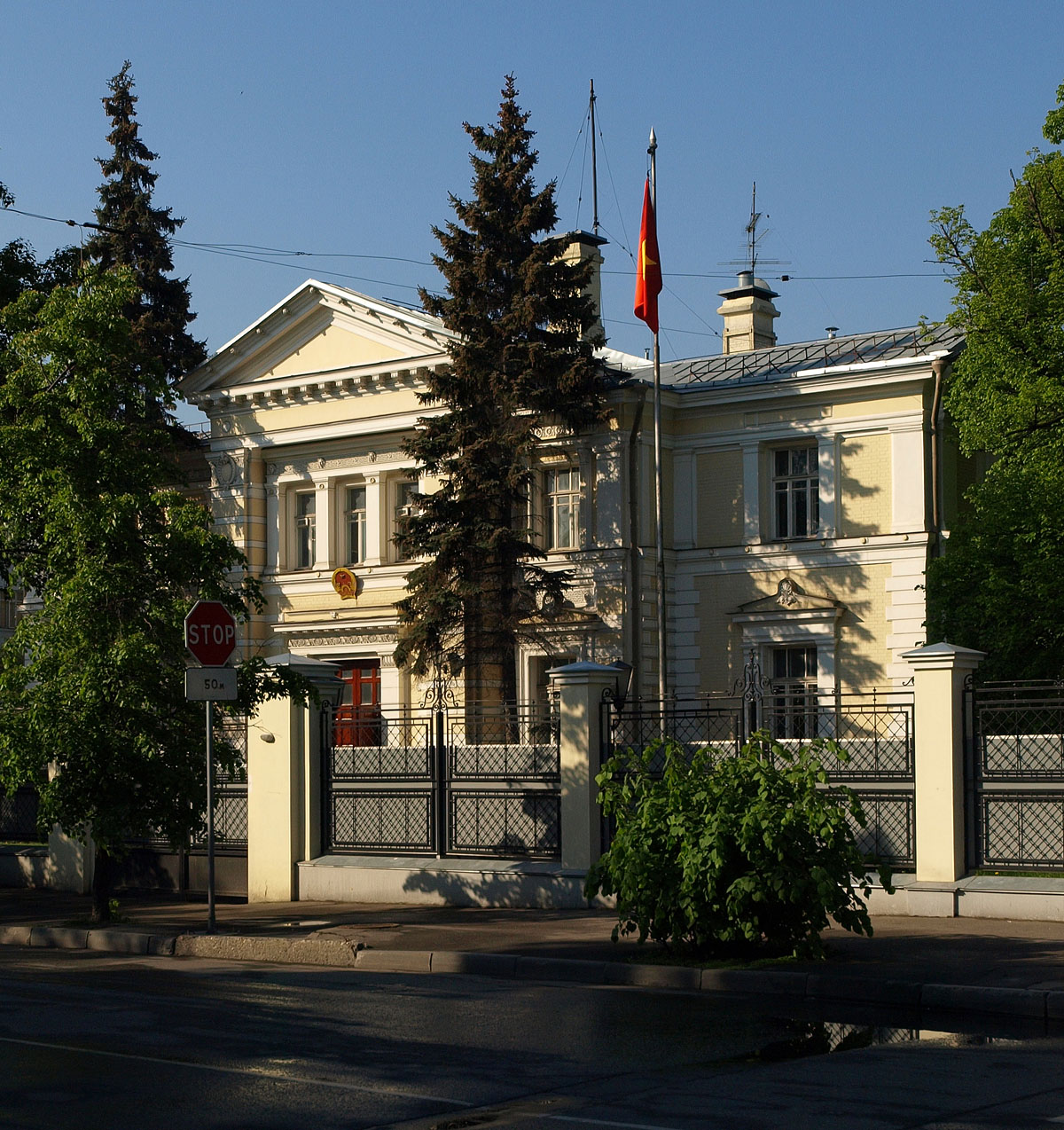
Velvyslanectví v Moskvě
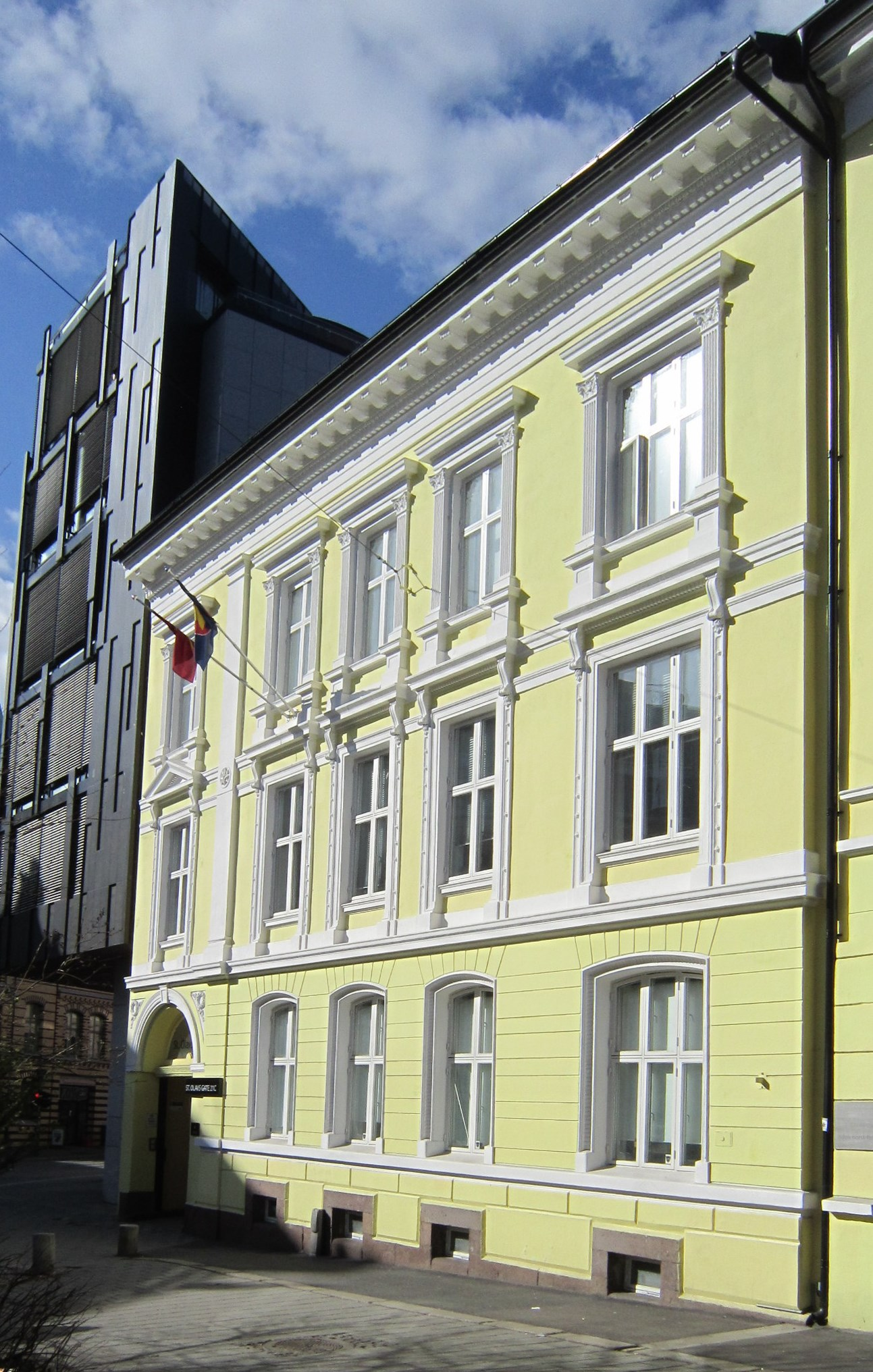
Velvyslanectví v Oslu
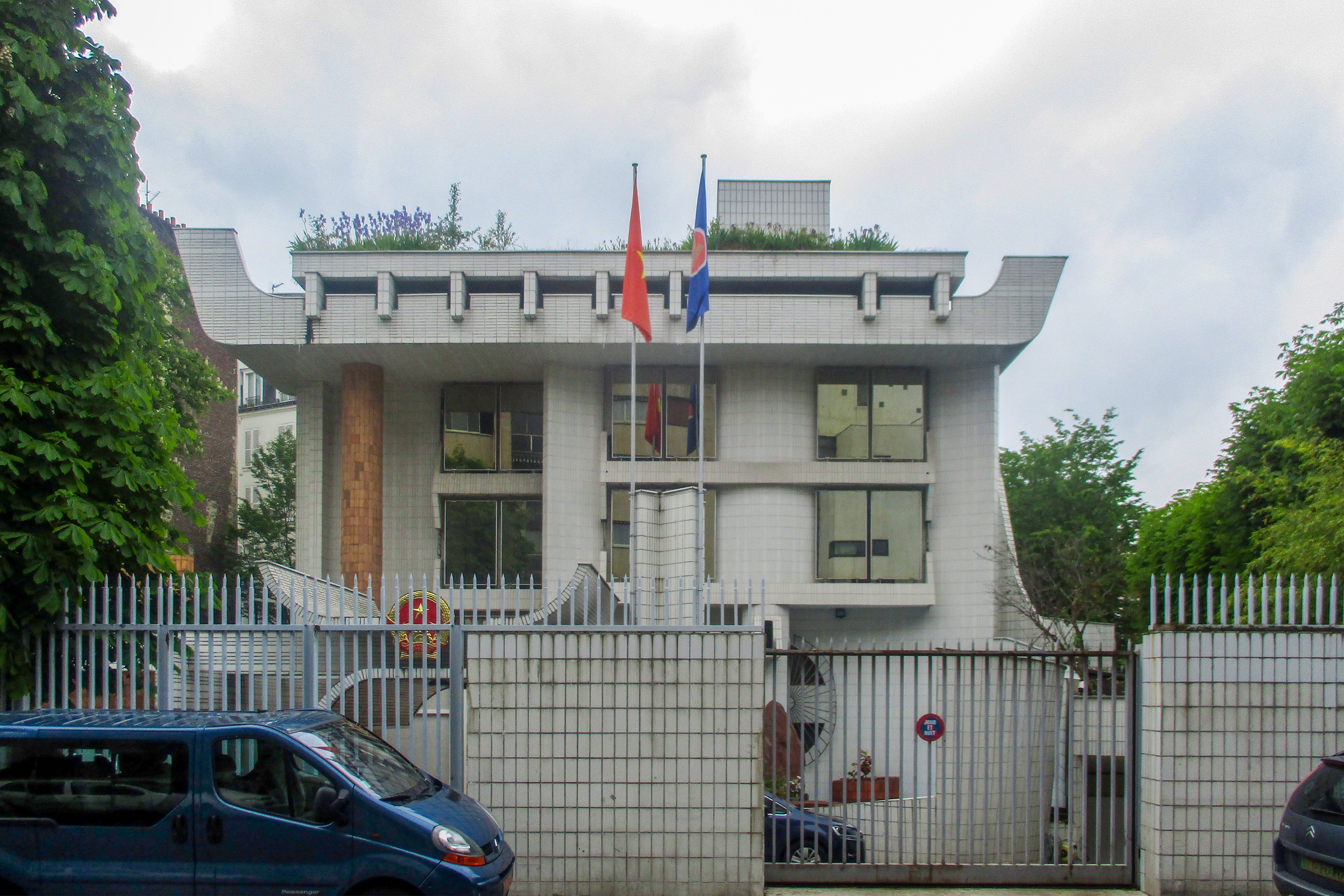
Budova bývalého velvyslanectví v Paříži
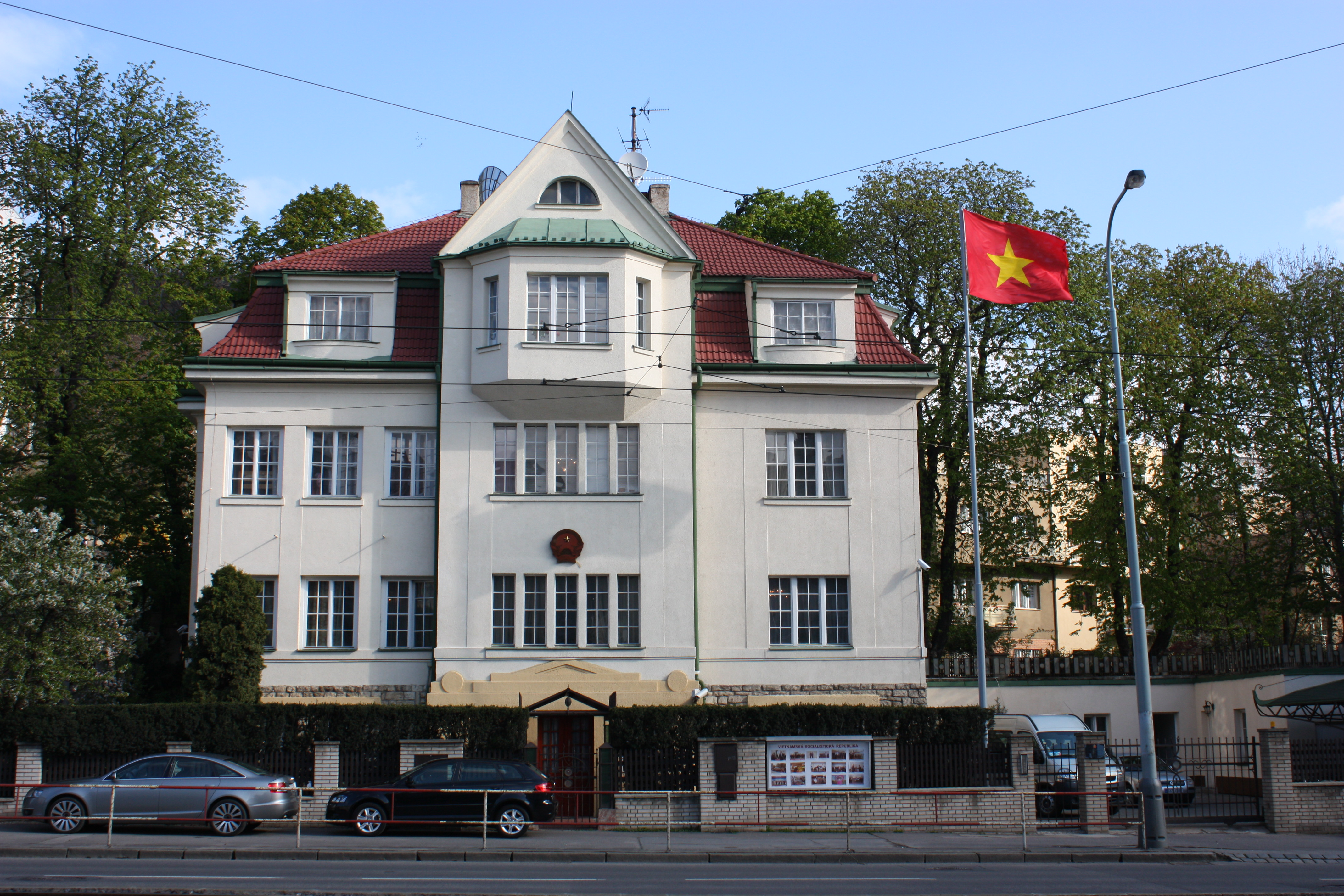
Velvyslanectví v Praze
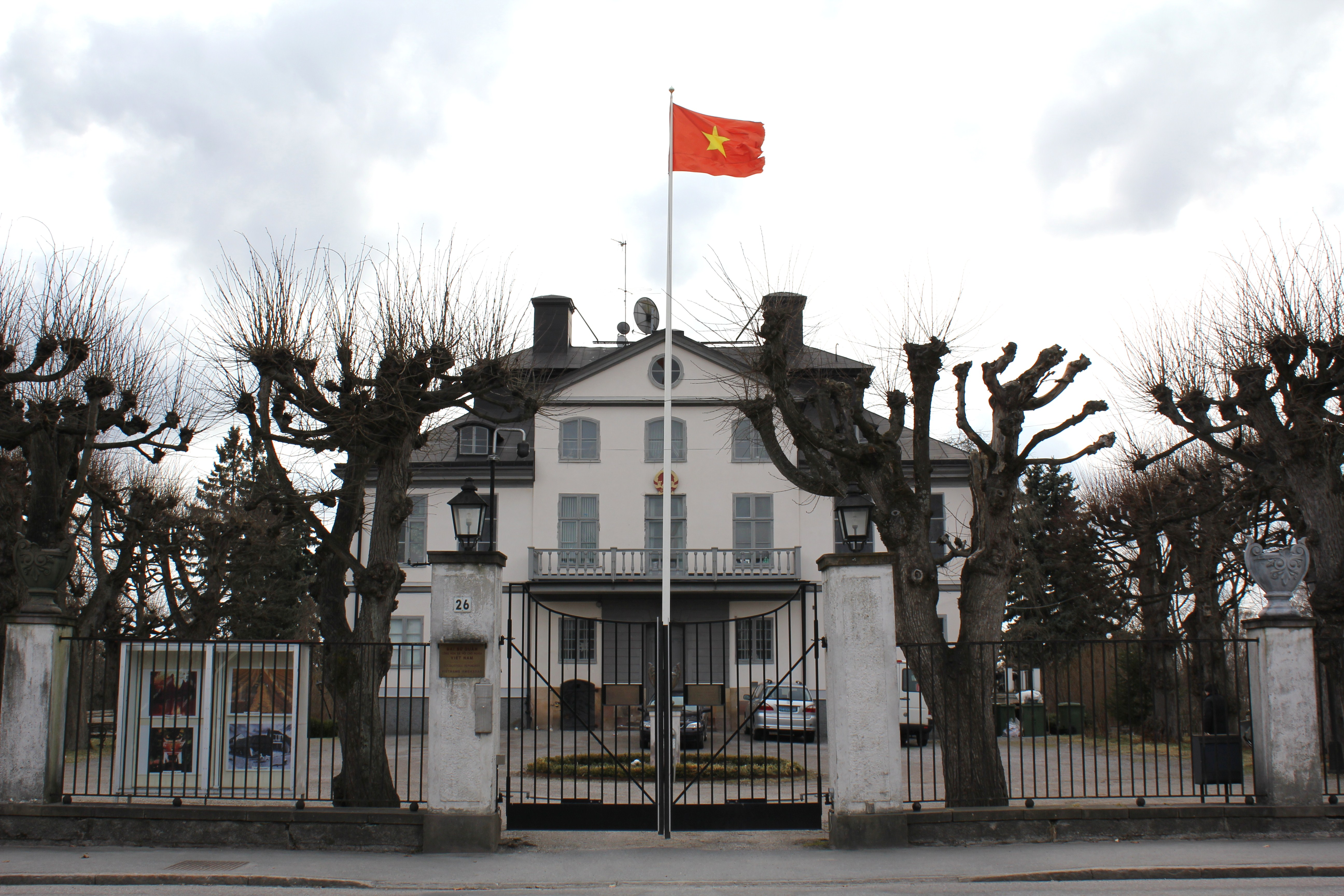
Velvyslanectví ve Stockholmu
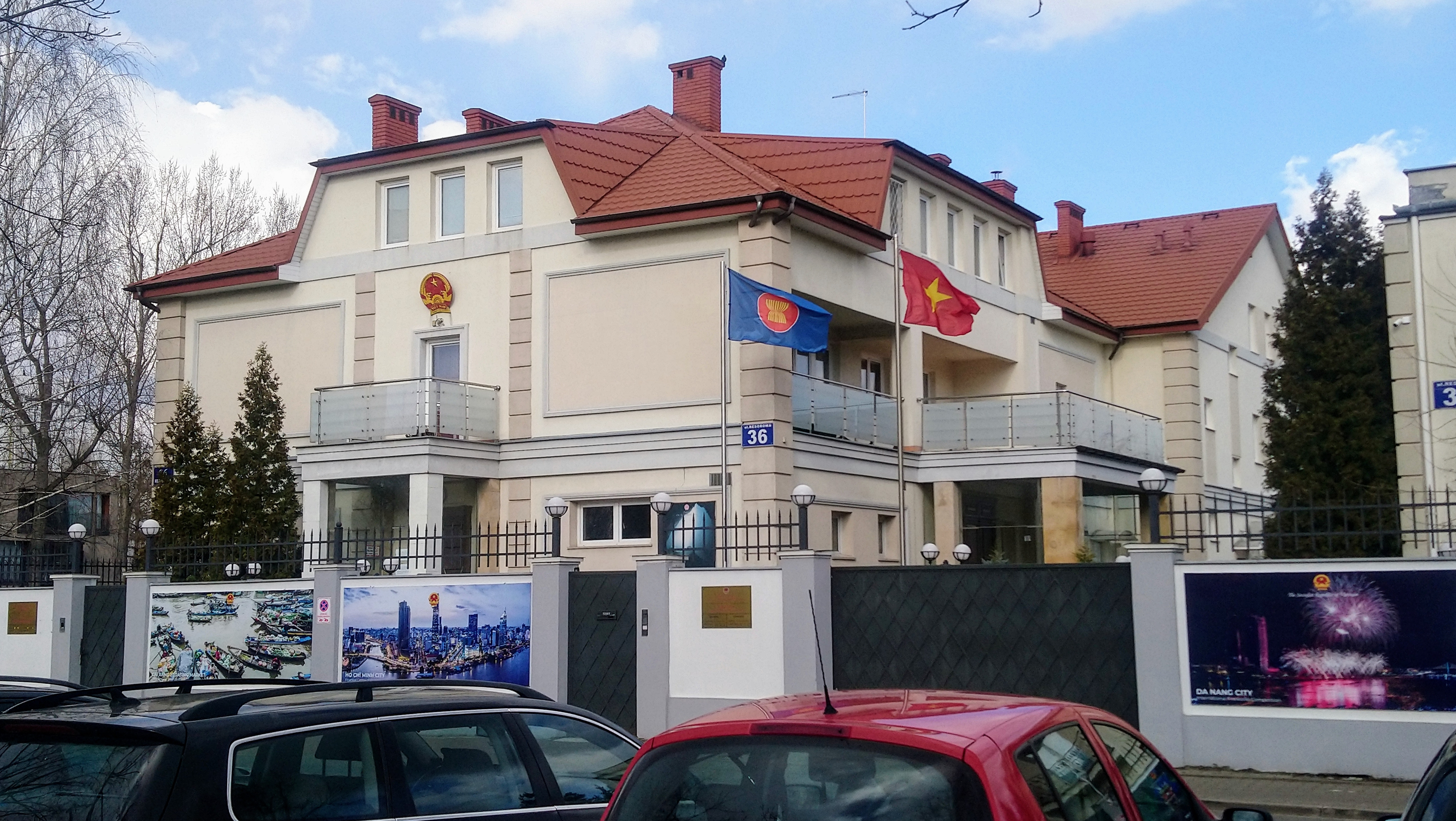
Velvyslanectví ve Varšavě

### Oceánie
| Hostitelská země | Hostitelské město | Mise               | Souběžné akreditace                        | Reference     |
| ---------------- | ----------------- | ------------------ | ------------------------------------------ | ------------- |
| Austrálie        | Canberra          | Velvyslanectví     | Kiribati Nauru Šalomounovy ostrovy Vanuatu | [ 49 ]        |
| Austrálie        | Perth             | Generální konzulát | Kiribati Nauru Šalomounovy ostrovy Vanuatu |               |
| Austrálie        | Sydney            | Generální konzulát | Kiribati Nauru Šalomounovy ostrovy Vanuatu |               |
| Nový Zéland      | Wellington        | Velvyslanectví     | Fidži                                      | [ 50 ] [ 51 ] |

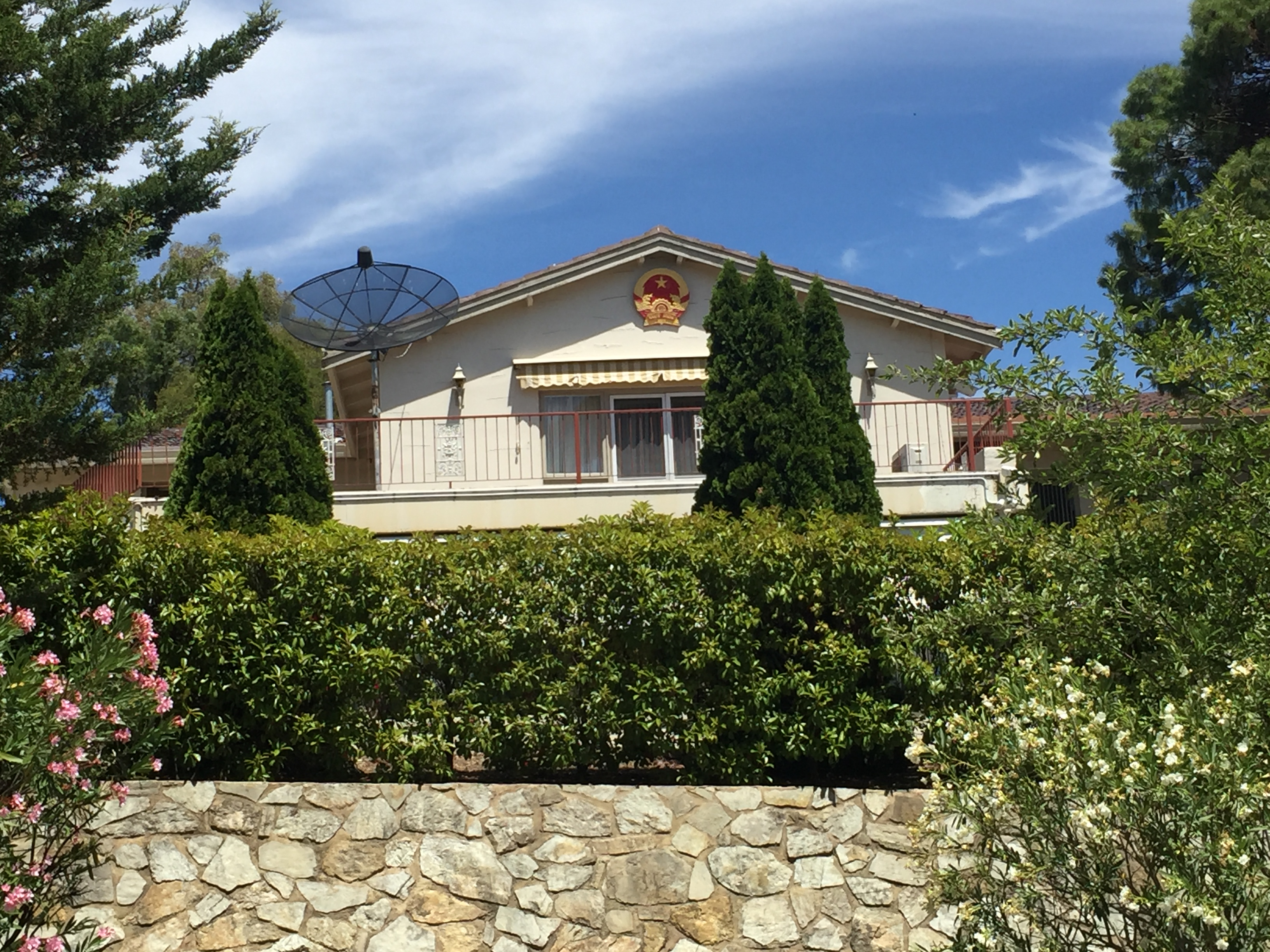
Velvyslanectví v Canbeře

### Multilaterální organizace
| Organizace                        | Hostitelská země | Hostitelské město      | Mise       | Souběžné akreditace         | Reference |
| --------------------------------- | ---------------- | ---------------------- | ---------- | --------------------------- | --------- |
| Organizace spojených národů       | New York         | Spojené státy americké | Stálá mise |                             |           |
| Organizace spojených národů       | Ženeva           | Švýcarsko              | Stálá mise | Světová obchodní organizace | [ 3 ]     |
| Sdružení národů jihovýchodní Asie | Jakarta          | Indonésie              | Stálá mise |                             |           |
| UNESCO                            | Paříž            | Francie                | Stálá mise |                             |           |

## Zavřené mise

### Afrika
| Hostitelská země  | Hostitelské město | Mise           | Rok uzavření | Reference     |
| ----------------- | ----------------- | -------------- | ------------ | ------------- |
| Etiopie           | Addis Abeba       | Velvyslanectví | 1992         | [ 14 ] [ 52 ] |
| Ghana             | Akkra             | Velvyslanectví | 1966         | [ 53 ]        |
| Guinea            | Konakry           | Velvyslanectví | 1986         | [ 54 ]        |
| Konžská republika | Brazzaville       | Velvyslanectví | 1992         | [ 55 ]        |
| Libye             | Tripolis          | Velvyslanectví | 2018         | [ 56 ]        |
| Madagaskar        | Antananarivo      | Velvyslanectví | 1990         | [ 57 ]        |
| Mali              | Bamako            | Velvyslanectví | 1972         | [ 58 ]        |
| Senegal           | Dakar             | Velvyslanectví | 1980         | [ 59 ]        |
| Zimbabwe          | Harare            | Velvyslanectví | 1990         | [ 60 ]        |

### Amerika
| Hostitelská země | Hostitelské město | Mise           | Rok uzavření | Reference |
| ---------------- | ----------------- | -------------- | ------------ | --------- |
| Nikaragua        | Managua           | Velvyslanectví | 1991         | [ 61 ]    |
| Panama           | Panamá            | Velvyslanectví | 2018         | [ 62 ]    |

### Asie
| Hostitelská země | Hostitelské město | Mise           | Rok uzavření | Reference |
| ---------------- | ----------------- | -------------- | ------------ | --------- |
| Afghánská DR     | Kábul             | Velvyslanectví | 1992         | [ 63 ]    |
| Irák             | Bagdád            | Velvyslanectví | 2018         | [ 62 ]    |
| Uzbekistán       | Taškent           | Velvyslanectví | 2018         | [ 62 ]    |

### Evropa
| Hostitelská země | Hostitelské město | Mise           | Rok uzavření | Reference |
| ---------------- | ----------------- | -------------- | ------------ | --------- |
| Albánie          | Tirana            | Velvyslanectví | 1992         | [ 64 ]    |
| Jugoslávie       | Bělehrad          | Velvyslanectví | 1992         | [ 65 ]    |